# ファイナルファンタジーIX
『ファイナルファンタジーIX』（ファイナルファンタジーナイン、FINAL FANTASY IX、略称：FFIX、FF9）は、スクウェア（現スクウェア・エニックス）が発売したコンピュータRPG。日本国内では2000年7月7日にPlayStation（PS）専用ソフトとして発売された。ファイナルファンタジーシリーズのナンバリングタイトル第9作目にあたる。
スピンオフ的な内容だが、シリーズで初めて『テトラマスターFrom FINALFANTASY IX』というナンバリングの続編が登場した（『FFXI』の同梱ソフト）。なお、シリーズの後作である『FFX』、『FFXI』と共に本作が発表されたイベント「スクウェア・ミレニアム」についても本項で詳述する（後節参照）。

## 概要
PlayStation（PS）における最後の新作ファイナルファンタジーシリーズ（FFシリーズ）となった本作は、数々の賞を受けている。第5回日本ゲーム大賞において優秀賞、グラフィック賞、サウンド賞を、PlayStation Awardsにおいてユーザー大賞、グラフィック賞、サウンド賞、シナリオ賞、キャラクター賞を受賞した。また、2000年「ザ・プレイステーション・オブ・ザ・イヤー」において第1位になった。
一時は『FFVII』、『FFVIII』と共にPlayStation 2（PS2）にリメイクするという話もあったが、中止されたとされている。しかし、多くのユーザーからの要望を受ける形でPlayStation 3（PS3）・PlayStation Portable（PSP）のゲームアーカイブスで提供することを和田社長自らビデオレターおよびTwitterで発表、2010年5月20日より配信を開始した。

### テーマ
本作におけるテーマは「原点回帰」。タイトルロゴには「クリスタル」が描かれている。本作ではキャラクターの頭身が『FFVI』までのSDサイズに戻り、世界の根幹をなすクリスタルという概念の復活、『FFVI』、『FFVII』、『FFVIII』と続いたSF要素の強い世界観から、かつてのファンタジー要素や児童文学のような世界観への転換のほか、メディアに対する情報においても大きな影響をもたらした。しかし、シナリオに関しては児童文学のような世界観とは裏腹に死生観など哲学的でやや難解な内容となっている。
過去のFFシリーズに登場したキャラクター、地名、音楽のメロディーが登場する。また『FFII』のエピソードが語られるシーンがある。バトル時のミュージックも『FFVI』以前まであった、イントロ部分（エンカウント→戦闘突入時）が復活し、勝利時のファンファーレも『FFVI』以前と同じように後半部分（イントロ以降）のメロディーも復活した。
イメージアートに天野喜孝がフィーチャーされ、CGイラストや関連商品が総て劇中ムービーのスクリーンショットか設定画のコラージュで、専用の描き下ろしCGイラストは一切存在しない。

### 各機種への移植略歴
2012年12月18日にネット限定販売で、『FFI』から『FFXIII』までのナンバリングソフト（『FFI』・『FFII』・『FFIV』〜『FFIX』はPS、『FFIII』はPSP、『FFX』〜『FFXII』はPS2、『FFXIII』はPS3）、およびFF25周年記念CDやレプリカなどの限定アイテムをセットにした特別パッケージ『ファイナルファンタジー 25th アニバーサリー アルティメットボックス』（FINAL FANTASY 25th ANNIVERSARY ULTIMATE BOX）が発売された。
2016年にスマートフォン&PCで販売することを発表、同年2月10日よりiOS版とAndroid版の配信を開始した。追加要素としてゲームの達成状況に応じたアチーブメント機能、高速モードやエンカウント無しなどの設定が可能な7種類のブースト機能、オートセーブ機能を搭載、キャラクターやムービーの高解像度化が行われている。
2016年4月14日からはSteamでMicrosoft Windows 7/8/8.1/10（32bit/64bit）向けにリリース開始。スマートフォン版をベースに、実績やSteamトレーディングカードにも対応している。標準で英語・フランス語・イタリア語・ドイツ語・スペイン語に対応している他、日本国内からSteamストアで購入した場合に限り日本語対応となる（他国からの購入時は非対応となる）。
2017年9月19日からはWindows版をベースにしたクラウド版、PlayStation 4（PS4）版が配信開始。2019年2月14日からはNintendo Switch版、Xbox One版の配信も開始している。

## ストーリー

### Disc1
盗賊団兼劇団、2つの顔を持つ集団タンタラス。その一員である主人公ジタンは、タンタラスのメンバーと共に、劇上演に乗じて、ブラネ女王が統治するアレクサンドリア王国の王女ガーネットの誘拐を計画し、劇場艇プリマビスタで王国に乗り込む。劇の最中、ガーネットは自らをさらって欲しいと願い、ジタンはその依頼を受ける。劇場艇プリマビスタに乗り込み逃亡を試みるなか、女王の命令でガーネットを追ってきた男兵隊「プルート隊」隊長スタイナーと、三角帽子の少年ビビも成り行きで劇場艇に乗り込んでしまう。そこに女王による攻撃を受け、劇場艇は魔の森に墜落してしまった。
魔の森の奥に棲むモンスターによってガーネットが連れ去られ、彼女を助けるためにジタンたちは森の奥でモンスターを倒す。しかし、石化を始めた森から脱出する際、タンタラスの一員ブランクがジタンをかばって石化してしまう。
ガーネットの希望によって隣国リンドブルムへ行くことになった一行だったが、ガーネットは庶民のふりをするため、ダガーと名乗ることとした。彼女を奪還するために差し向けられた魔道士「黒のワルツ」の姿は、奇妙なことにビビに酷似しており、それがブラネ女王によって作られた人造黒魔道士であることが判明し、ビビは思い悩むようになる。
リンドブルム城に到着したジタンたちは、国王シド大公と面会し、ダガーの誘拐計画が彼の命令によるものであったことを知る。シド大公はブラネ女王の様子がおかしいことに気付き、タンタラスのボスである旧友バクーに頼み、誘拐の名目で密かにダガーを保護しようとしていた。城下町へ繰り出したジタンは、そこで旧友の女竜騎士フライヤと再会するが、彼女の故郷ブルメシアが黒魔道士兵団に襲われ、壊滅的打撃を受け、ジタン・ビビ・フライヤはブルメシアへ向かう。一方、ダガーは皆の食事に眠り薬を盛り、母ブラネを説得するためスタイナーと共に一路アレクサンドリアを目指す。
ジタンたちは道中、大食漢のク族の若者クイナを仲間に加える。到着したブルメシアの王都は無残に破壊され廃墟と化していた。王宮に進むと、ブラネとともに、アレクサンドリアの常勝女将軍ベアトリクス、そして銀髪の謎の男クジャの姿があった。3人に詰め寄る一行だったが、大陸一の剣の使い手と言われるベアトリクスの圧倒的な実力を前に完敗を喫してしまう。

### Disc2
リンドブルムを抜け出したダガーとスタイナーはアレクサンドリアを目指していた。その道中、ダガーたちはタンタラスの一員マーカスとの再会を果たした。直後、ダガーを追ってきた黒のワルツ3号と対決。正気を失い、執念だけで立ち向かってくる彼を見て「どうしてそこまで……」とショックを受けるダガー。黒のワルツ3号を倒した一行はブランクの石化を直すため、トレノへと向かう。トレノで石化を直すための道具を手に入れた一行は、ダガーのかつての家庭教師であったトットと再会する。一行はトットに導かれ、ガルガントという生物を利用した乗り物に乗り込み、アレクサンドリアへと急ぐ。しかし、アレクサンドリアにたどり着いた直後、一行は罠に掛かり、スタイナーとマーカスは幽閉され、ダガーはブラネに仕える双子の道化師ゾーンとソーンに捕らえられ、魔法をかけられて目を覚まさなくなってしまった。
壊滅したと思われたブルメシアだが、ブルメシアの王たちはブラネたちが着くよりも早く聖地クレイラへと落ちのびていた。ジタンたちはクジャの言葉を聞き、聖地クレイラに先回りすることができた。しかし、程なく黒魔道士の襲撃にあってしまう。一行は再度現れたベアトリクスにまたも敗れてしまう。間一髪、敵の黒魔道士のテレポート魔法に便乗しクレイラを脱出したジタンたちは、騒動の中でクイナとはぐれてしまったものの、アレクサンドリアの軍艦レッドローズに忍び込む。上空からクレイラに向けブラネが宝玉をかざすと、空から召喚獣・オーディンが現れ、グングニルの一撃でクレイラを壊滅させてしまった。さらにブラネによれば、召喚獣の力はダガーから抽出したものであるという。ジタンたちは、さらなる力を抽出するために娘を手にかけようとするブラネから、ダガーを救うべくアレクサンドリアへ急ぐ。
レッドローズに乗ってやってきたジタンたちと、檻から抜け出したスタイナーたちは合流し、ゾーンとソーンによって召喚獣を抽出されているダガーを助けに向かう。ゾーンとソーンを退けた一行はベアトリクスと遭遇。3度目の戦いも彼女に追い詰められてしまうが、ジタンの言葉によりベアトリクスは目を覚まさないダガーに気づく。そして今まで自分のしてきたことの間違いに気づき、ダガーにかけられた魔法を打ち消した。ベアトリクスはジタンたちを逃がすためブラネに反旗を翻し、フライヤがベアトリクスに加勢。スタイナーもまた、ジタンにダガーのことを頼むと頭を下げ2人に加勢する。石化から回復したブランクたちの援護を受けアレクサンドリアを脱出したジタン・ダガー・ビビは、ガルガントに乗り込みトレノへ向かおうとするが、モンスターに追いかけられてガルガントが暴走してしまい、トレノを通り過ぎてリンドブルムの東にあるピナックルロックスへ投げ出されてしまう。ピナックルロックスで召喚獣ラムウの試練を受け、ダガーは召喚獣の力を使いこなせるようになった。だがその直後に一行が見たものは、ブラネに召喚されたアトモスによって壊滅状態に陥ったリンドブルムであった。
リンドブルムでシド大公と面会した一行は、クジャは外側にある大陸へ消えていったこと、ク族の沼が外側の大陸に通じているかもしれないことを聞き、ク族の沼へ急ぐ。ク族の沼でクイナと再会した一行は抜け道フォッシル・ルーを発見し、進んでいく。道中、ブラネに雇われた殺し屋ラニの襲撃を受けるも、一行はフォッシル・ルーを抜ける。そこに広がっていたのは、霧のない赤土の大地「外側の大陸」だった。
ドワーフの住む里コンデヤ・パタで「クロマ族」の噂を聞いた一行は、森林地帯の深い森の中にある、枯れた森にたどり着く。そこは自我に目覚めた黒魔道士が集まってつくった黒魔道士の村であった。黒魔道士の村でクジャの居所を聞いたジタンたちは、ドワーフたちに聖地と呼ばれている場所に行くため、しきたりとなっている神前の儀を終え聖地を目指す。道中出会った召喚士の少女エーコに誘われ、一行は廃墟となった召喚士の村マダイン・サリを訪れる。エーコは友達のモーグリたちと暮らしていた。マダイン・サリを出発し、クジャの手がかりを探してイーファの樹を訪れた一行は、イーファの樹の奥深くで霧を作り出していたザ・ソウルケージを倒し、霧を消滅させることに成功する。だが、イーファの樹の出口にて、マダイン・サリの宝が盗まれたという知らせが入る。急いで戻ったのも束の間、エーコが宝を盗んだ泥棒に捕まってしまう。泥棒の正体はラニであった。しかし突如現れた「焔色の髪の男」の手により撤退。彼の正体はブラネに雇われた2人目の殺し屋であった。焔色の髪の男はジタンとの一騎打ちの末に敗れた。男はサラマンダーと名乗り、ジタンとの決着をつけるため旅に同行することを決める。また、エーコも村を出てともに旅をする決意をする。
その頃、クジャがイーファの樹に現れたことを知り、一行はイーファの樹へと向かう。そしてブラネ率いる艦隊も姿を現す。もはやクジャを用済みと判断したブラネはクジャを抹殺し、そして外側の大陸の支配をも目論んでいた。バハムートを召喚し、ブラネ艦隊はクジャに攻撃を仕掛けるが、上空から現れた巨大な赤い目によって洗脳されたバハムートに攻撃を受け、返り討ちにあってしまう。今まで他国を滅ぼしたように艦隊もまた召喚獣によって滅ぼされ、クジャはまたもや姿を消した。近くの海岸に打ち上げられたブラネはダガーに「おまえの思うように生きよ」と言い残して息を引き取った。

### Disc3
ブラネの死により、ダガーはアレクサンドリア女王に即位した。彼女が手の届かない存在になってしまったことを受け入れられないジタンは苦悶するが、ビビを始めとする仲間たちに励まされ立ち直る。一行は情報収集も兼ねトレノを訪れる。しかし、即位の混乱も収まらないまま、クジャが召喚獣バハムートを使ってアレクサンドリアを襲撃する。スタイナーとベアトリクスが霧の魔獣から国を守るべく奮戦する中、ダガーとエーコは不思議な音楽に引き寄せられて魔力を解放し、聖なる召喚獣アレクサンダーを召喚する。そこに突如として飛空艇インビンシブルが現れ、巨大な赤い目から放たれた赤い光によってアレクサンドリアに壊滅的なダメージを与える。その衝撃をまともに受けたジタンは数日にわたり意識を失ってしまう。
リンドブルムでジタンが目覚めたとき、ダガーは自責の念とショックのあまり、完全に心を閉ざし言葉を発することができなくなってしまった。巡洋艦ブルーナルシスに乗り、再び訪れた黒魔道士の村で、クジャの本拠地デザートエンプレスの情報を得た一行は、本拠地があるという蟻地獄に乗り込む。しかし、クジャの仕掛けた罠にはまり捕えられてしまう。
ジタンたちは捕虜をとられ、クジャの要求するグルグストーンを手に入れるため、「忘れ去られた大陸」にある禁断の地ウイユヴェールへ向かう。魔法が使えず苦労するジタンたちだったがグルグストーンを手にいれ、デザートエンプレスへと戻る。一方捕虜となった仲間たちは、デザートエンプレスから脱出を図り、戻ってきたジタンたちと合流したものの、またしてもクジャの謀略にはまり、エーコとグルグストーンを奪われてしまう。クジャを追った一行は「閉ざされた大陸」のグルグ火山に突入し、激しい戦いの末エーコを救出する。また、シド大公の妻であるヒルダを発見し、彼女を保護して一路リンドブルムへ向かう。
アレクサンドリアに戻ったダガーは、母の墓前で決意を新たにし、長い髪をばっさりと切り、閉ざされた心を解き放ち、仲間たちに合流した。ヒルダの情報により、クジャの陰謀の実体が、この世界ガイアと異世界テラをつなぐことにあると判明。クジャの陰謀を阻止するため、飛空艇ヒルダガルデ3号を駆りイプセンの古城へと向かう。城内で鍵となる4つの鏡を手に入れた一行は、2人ずつ4手に別れ、それぞれの祠を守るガーディアンを倒して鏡を祠に収めた。ついに氷に閉ざされた輝く島に、異世界テラへと続く門が現れ、一行は門へと飛び込んだ。
ジタンがテラで目にしたものは、自分とそっくりの外見を持つ人造人間ジェノムだった。そして、テラこそがジタンの記憶にあった「青い光」の場所であった。街を散策するジタンの前に、自分とそっくりの姿をした少女ミコトが現れる。彼女の案内を得て甲冑をまとった老人ガーランドと接触し、ガーランドの本拠地であるパンデモニウムに単身向かった。
ジェノムはガーランドが作り出したテラの仮の住人であり、黒魔道士のように自我が存在する個体はごくわずかであった。彼らはガイアから運び込まれた魂を注入するための器であり、やがてテラを繁栄させるための存在になるのだという。クジャとジタンも意志を持ったジェノムであり、二人は兄弟というべき関係であることが明かされる。クジャの正体はガイアに死を振りまく死神であり、テラへ魂を運び込むための使者だった。ジタンはクジャの後任を担うために生み出されたが、クジャの手でガイアへと捨てられ、更なる後継者としてミコトが作り出されたのだという。自分たちの世界に死をもたらすために生み出された存在という事実を知ったジタンは激昂し、無謀にも単独でガーランドを倒そうとするが敗北し、洗脳装置にかけられてしまう。脱け殻となったジタンをビビたちが発見するも、仲間たちの制止を振り切り気力だけで前に進もうとする。そしてついにダガーの願いが心に届き、本来の自分を取り戻した。
パンデモニウム最深部で、ガーランドと雌雄を決したジタンたちの前にクジャが立ちはだかる。クジャはジタンたちとの戦闘の過程で「トランス」に成功し絶大な力を手に入れる。それもただのトランスではなく、ブラネを始めとする無数の魂を利用したものだった。究極魔法アルテマを放ちジタンたちを圧倒するも、ガーランドは無駄だと一蹴し、怒りに駆られたクジャによってガーランドは肉体を滅ぼされた。しかし精神のみの存在となったガーランドは言葉を続け、クジャ自身も知らなかった残酷な事実を告げる。クジャは旧型のジェノムであり、裏切ることがわかりきっていたため、黒魔道士のように寿命を短くされていた。自らの寿命が近いことを知ったクジャは猛烈な恐怖心から自暴自棄になり暴走を始める。クジャの魔法乱射により崩壊するテラからジタンたちは間一髪脱出した。しかしジタンたちが目にしたのは、全世界が霧に飲み込まれ変わり果てたガイアの姿であった。

### Disc4
ジタンたちは、助け出したジェノムたちを黒魔道士の村に預け、イーファの樹上空に生じた時空間のひずみから最終決戦の地「記憶の場所」を目指すが、無数の銀竜が現れジタンたちは進路を阻まれる。そこに、ジタンたちの援護をするべく、シド大公・タンタラス・ベアトリクスの飛空艇団が飛来し、銀竜を砲撃で撃ち落として進路を開く。ジタンたちは銀竜の統括者である神竜を倒し記憶の場所へ突入する。
クジャの手によりカオスとして復活した4体のガーディアンを倒し、深部へと進んでいくジタンたち。精神のみの存在となったガーランドから、道中ガイアとテラにまつわる様々な真実を聞かされる。この星を護りたいという思いは同じというガーランドの真意を聞き和解。最後に残った思念で星の未来をジタンたちに託して、ついにガーランドは完全に消滅した。
記憶の場所の最深部、宇宙から生命まですべてが生まれたはじまりの場所「クリスタルワールド」にて、ついにクジャと対峙するジタンたち。自身の破滅の道連れに強大な力を見せて戦うクジャだったが、「生きる」ために戦うジタンたちを前についに敗北を喫する。最後の力を振り絞ったクジャは自身をも巻き込み究極魔法アルテマを放ち、ジタンたちを道連れにしようとする。崩壊する足場から落下したジタンたちは「絶望の丘」にて、永遠の闇なる存在と対峙する。
永遠の闇は、創造のクリスタルが生まれたその時からずっと世界を見ており、生きとし生けるものすべてを「生きるという病に蝕まれた者」と考えていた。破滅や死こそが安息であり、「死の恐怖」が世界を脅かすと考え、誰かがその答えを出すのを待っていたという。その答えを出したクジャを見て行動を開始。彼に代わってクリスタルを破壊することで万物の消滅をはかろうとする。しかし、すべての力を結集したジタンたちの「生きる」思いの前に敗北。永遠の闇は「この世界に死の恐怖がある限り、私はいつでも復活する」と言い残し、消えて行った。
崩壊する絶望の丘から脱出したジタンたちは、暴走するイーファの樹の惨状を目の当たりにする。何者かの声に導かれたミコトの案内により、シド大公の飛空艇に助けられる。しかし、「ジタン、生きるんだ！」というクジャの声を聞き、彼がまだ生きていることを知る。助けられる命を見捨てることはできず、ジタンは仲間たちを説得。ダガーに見送られた後、ただ一人クジャの救出に向かう。イーファの樹内部にて、うずくまっているクジャを発見、なぜ来たのかと問うクジャに対し、ジタンは一言。「誰かを助けるのに理由がいるかい？」ジタンたちの「生きる」ために戦う力の前に敗北し、「すべてを失った時に、生きることの意味が少しだけわかった」と本心を明かすクジャ。崩壊する絶望の丘からジタンたちを助けたのも、ミコトを案内したのもクジャだった。その時、暴走したイーファの樹の根が2人に襲い掛かる。ジタンはクジャをかばうように覆いかぶさり、2人は無数の根に押し潰されてしまった。

### エンディング
そして月日が流れた。
復興したアレクサンドリアを歩くビビ。そこにぶつかったのはブルメシアの王子パックだった。しかし当のビビは、まるで初めて会ったような反応をパックに見せていた。実はビビではなく彼の子供たちの一人だった。後からゾロゾロとビビそっくりの子供たちが現れ、パックは驚いて逃げてしまった。
ブルメシアにてフラットレイに寄り添うフライヤ。記憶がなくなったとしても生きてさえいればまたやり直せると信じ、恋人とのひと時を過ごしていた。
アレクサンドリアへ向かうサラマンダーの前に現れるラニ。どういう風の吹き回しなのかと問う彼女に「お前は行かないのか？」と言い、立ち去るサラマンダー。ラニは慌ててその背中を追うのだった。
アレクサンドリアの厨房へ戻ったクイナは、料理人たちに「心を込めて作ること」の大切さを説く。大切なトモダチならなおさら心を込めないといけない、と。
シド大公とヒルダに引き取られたエーコは、新たな父と母の三人でアレクサンドリアへ向かっていた。そこにはエーコから「おとうさん」と言われ、本当の親のように見てもらえたことに感動するシド大公とヒルダの姿があった。
愛剣セイブザクイーンを置き、一人アレクサンドリアを去ろうとするベアトリクス。その背中に呼びかけたのはスタイナーだった。「もう二度とお前を失いたくない」「これからも一緒に女王を守ってほしい」と告げられ、ベアトリクスは最愛の男性のもとへ駆け出した。
盗賊団兼劇団タンタラスは再び劇団員としてアレクサンドリアへ向かっていた。今度は誘拐のためではなく、仲間のために。
劇の始まる直前、ガーネット女王はかつての仲間たちとまた会えることに懐かしさを感じていた。過ぎ去った日々はもう戻ってこないと、涙をこらえて自分に言い聞かせながら。
そして、タンタラスが演じる「君の小鳥になりたい」が始まった。物語はコーネリア姫が黒衣をまとう主人公マーカスと駆け落ちを約束する場面から始まる。しかし船出の時間になってもコーネリア姫は現れない。それでも諦めずにマーカスは黒衣を脱ぎ捨てると共に言い放つ。
「会わせてくれ！　愛しのダガーに！」
そこにはマーカスに扮していたジタンの姿があった。彼の姿を認めるなり駆け出すガーネットの前にスタイナーとベアトリクスが立ちはだかる。二人は扉を開いて会いに行くように促してくれたのだ。こうして想い人と再会したジタンとガーネットは抱きしめ合い、大勢の人たちがその姿を祝福するのだった。

## システム

### ATE
アクティブタイムイベントシステムを略してATEと称する。「一方その頃…」といった形で操作中キャラクター以外の行動をイベントで見ることができる。複数のイベントが存在し、選択したイベントしか見られないものもある。

### ATB
戦闘シーンでは各キャラクターに固有のコマンドが設定されているほか、ATBゲージの下にトランスゲージと呼ばれるゲージがある。トランスゲージは敵から攻撃を受けることで蓄積され、満タンになると一定ターンの間与えるダメージの量が1.5倍になり（スタイナーは3倍だが、ブラッドソード装備時は1.5倍）、キャラクター毎に異なる形のパワーアップが発生する（この状態をトランスと呼ぶ）。例えばビビであれば黒魔法を2回連続で使う、サラマンダーであれば奥義の効果が全体に及ぶ、など。
また弱点属性を突いた攻撃およびジャンプでのダメージ倍率が、それまでの2倍から1.5倍に軽減された。ディレクターの伊藤によるとバトルの難易度はやや高めに設定されているとのこと。

### アビリティシステム
本作でのアビリティシステムは、魔法やアビリティなどはアイテムから抽出される物となっており、アイテムを装備することによって使用できる。アイテムを装備した状態で戦闘を重ねアビリティポイント（Ability Point,AP）をためることで、そのアイテムを外しても引き続き使えるようになる。
基本的にキャラクターの個性ともいえる「コマンドアビリティ」は固定になっており『FFVIII』にあった「エンカウントなし」のアビリティも存在しないが、戦術や能力をカスタマイズできる「サポートアビリティ」を大量にセットできるので、プレイヤーによってキャラクターの戦い方は大きく異なり、戦術自由度の高い設計になっている。
一例としてジタンをあげると、
1. 「ぬすむ」+「盗賊の極意」+「ぶんどる」＝ぬすむの成功率アップ+ぬすむの成功時（自LV×敵LV÷2）にダメージを与える
2. 「たたかう」+「追加効果発動」+「与一の心」＝短刀の追加効果をランダムで発動+命中率アップ（盗賊刀では不可）
3. 「カウンター」+「目には目を」+「かばう」＝反撃の発動確率アップ+味方への攻撃をかばい反撃回数を増やせる
4. 「MP消費攻撃」+「○○キラー」+「いつでもヘイスト」＝MP消費による攻撃力アップ+対応する敵種族へのダメージ増加+行動回数アップ
5. 「忍者の教え」+「○○の術」+「いつでもリジェネ」＝後列でもペナルティなし+対応する状態異常回避+一定時間毎に回復

といった相乗効果がある。
上記のサポートアビリティは攻守バランス良くセットするのも、一点集中で性能を追求するのもプレイヤーの自由だが、レベルに比例する上限が設定されており、レベルを上げても全てをセットすることは不可能である。なおこのアビリティセットシステムは『キングダム ハーツ』に継承された。またアイテムからのアビリティ摘出システムは『ファイナルファンタジータクティクスアドバンス』に継承された。

### ミニゲーム
数多くのミニゲームや現時点での上述のアクティブタイムイベント(ATE)など、物語の本筋以外の部分も充実している。
チョコボ
チョコボに関しては“ここ掘れチョコボ!”というミニゲームが存在し、チョコボの森などでアイテムを掘りながらチョコボのクチバシを成長させることができる。また発掘したチョコグラフの地図を頼りにフィールド上の宝を探し当てると、レアアイテムやチョコボの新たな移動能力を得ることができる。全体的に一本道のシナリオが進む本作において、DISC3以降の自由度を大幅に上げる要となる。
モグネット
モーグリの間での手紙システム、「モグネット（MogNet）」を復活させるまでのイベントなどもサブイベントとして楽しむことができる。モグネットの手紙は届けた枚数がカウントされるが、それによる報酬やペナルティは存在しない（手紙を渡したあと、クポの実を所持していなければクポの実が貰える。クポの実はギザマルークの洞窟のモーグリにあげると代わりにアイテムがもらえる）。
カエル取り
ガイアに無数に存在する、かつてク族が生息していた沼で行えるミニゲーム。パーティーメンバーにクイナがいる状態でのみ挑戦でき、沼のカエルを捕まえてクエール師匠に褒められるのが目的。隠しデータに生態系が記録されていて、生存するオスとメスのカエルの数や、突然変異の黄金カエルの存在が繁殖に大きく影響する。捕まえたカエルの数が一定に達すると報酬がもらえ、捕まえたカエルの数はクイナの青魔法「カエルおとし」のダメージに影響する。101匹捕まえてレベル99ならば、必ず9999ダメージを与えられることになる。99匹捕まえると、クエールと戦闘、倒したあとクイナ最強武器、ガストロフォークが貰える。
ブラックジャック
エンディング終了後、R2、L1、R2、R2、↑、×、→、○、↓、△、L2、R1、R2、L1、□、□を入力後STARTを押せばブラックジャックをプレイすることができる。
カードゲーム
前作にあったカードゲームをさらに発展させたものが収録されており、これをさらに拡張したものがPlayOnlineのサービスの一つ『テトラマスターFrom FINALFANTASY IX』（現在はサービス終了）である。詳しくは下記「#カードゲーム」参照。
なわとび
アレクサンドリア城下町で女の子に話しかけるとビビが挑戦できる。跳んだ回数によってアイテムが貰える。20、50、100回目にスピードが上がる。200回以降はタイミングがバラバラになる。ゲームの序盤以外でもプレイできる。
オークション
色々なものが買える。毎回4種類の珍しいアイテムが競売に賭けられている。中にはオークションでしか入手できないアイテムもある。
その他
ちゃんばら、だるまさんが転んだ、コーヒー豆探し、家探しなど、膨大なミニゲームが本筋とサブイベントに存在する。

### フィールドマップ・ポリゴン
『FFVII』から続く手法で、プリレンダによる1枚絵の2DCGをフィールドマップにしている。大幅に進化した点として、先にホノルルスタジオがムービーと同一解像度の3Dフィールドを作り上げてから、写真のように画面のアングルを決めて2Dカットを撮る形式を採用している。そのため画面の奥行き・立体感が増し、同一フィールドでもシーン毎に別アングルのカットに視点が変わる。またフィールドを移動するキャラクターポリゴンも常に計算処理されているため、近くに気になる物があるとキャラクターが移動しながらでも勝手に見つめるといった演技も演出されるようになった。今回はフィールド移動中の仲間の表示は採用されていないが、ベアトリクスが一時的にプレイヤーに追尾して行動するイベントが存在する。
この3Dフィールドの2D化技術はハードの進化によるポリゴン描画力の進歩で無用と化したが、『FFX』の一部2Dフィールドや、ゲーム映像を2Dからフル3Dに進めるための過渡期での大きな土壌となった。

### 武器
登場キャラクターの増加に伴い武器系統も12種類に増えたが、武器はすべて4種のカテゴリー内に分別されている。追加効果という設定が存在し、攻撃後に一定確率で追加の状態異常が発動する。

#### 物理ダメージ計算式
基本的に攻撃力は武器への依存度が高いが、4カテゴリーに共通して倍率式はキャラクターLvと力の影響が大きい。
「物理ダメージ＝（武器攻撃力-敵の物理防御）×武器専用倍率式」
物理ダメージは上記の式で計算されており、武器専用倍率式は下記の4種のカテゴリー別に依存するステータスと計算式が異なる。
1. 基本倍率「力〜力+（力+Lv）÷8」
2. 盗賊刀・騎士剣倍率「（力+気力÷2）〜（力+気力÷2）+（力+Lv）÷8」
3. ラケット倍率「（力+素早さ）÷2〜（力+素早さ）+（力+Lv）÷8」
4. フォーク倍率「1〜力+（力+Lv）÷8」

物理ダメージはすべて上記の式の範囲で、下限から上限までの幅でランダムに倍率が決まる。さらに様々な条件からもダメージ計算式に倍率処理され、アビリティの有無・属性影響・状態異常・隊列・クリティカルなどが影響する。

### 防具
『FFVI』以前のように防具の種類が大幅に復活した。装備者は「軽装備」「重装備」「女性装備」「ローブ」から得意な分野を装備できる（「アクセサリ」は一部を除きほぼ全員が装備可能）。盾は存在しない。主に「物理防御・回避」「魔法防御力・回避」「能力値補正」「属性補正」「アビリティ」のデータに影響する。
ジタン、サラマンダー「帽子」「服」「腕輪」
基本的に二人の防具カテゴリーは同じだが、サラマンダーだけ装備できない物が多い。魔法を無効化できる耐性を持った装備が多いのも特徴。
ビビ、ダガー、クイナ、エーコ「帽子」「服」「ローブ」「腕輪」
基本的に全員が同じ装備をできるが、「クイナ、ビビ」「ダガー、エーコ」と装備が区分けされることがある。「黒魔法」と「召喚魔法」の全属性を強化ができるのも特徴。ローブは火属性に弱くなる欠点がある。クイナは一部の女性用装備も可能。
スタイナー、フライヤ「兜」「鎧」「小手」
騎士である二人は重装備が可能。フライヤが女性装備がある代わりかスタイナーに専用防具がある。物理防御に優れている反面、魔法を無効化できる防具が極端に少ないのも特徴。

### 技
キャラクター固有の必殺技システムが登場しない代わりに、本作ではアクションアビリティ欄に物理攻撃技が登場する。

#### 固定ダメージ攻撃
ジタン、フライヤ、クイナが修得するアビリティ。特定の行動で内部カウントした数字が蓄積され、無属性の固定物理ダメージを与えることができる。条件さえそろえば少ないMPの消費で容易に大ダメージを与えられるため、3大奥義とも呼ばれる。
- 「盗賊のあかし＝盗むが成功した回数×（ジタンのすばやさ÷2）」
- 「竜の紋章＝倒したドラゴン族の数の2乗」
- 「カエルおとし＝ミニゲームで捕獲したカエルの数×クイナのLv」

#### 魔法剣
スタイナーの技。ビビとのコンビネーションで使用できる、物理攻撃にボーナスと魔法属性を得られる技。敵の弱点魔法属性だった場合は1.5倍増しになる。物理攻撃力につくボーナスは5から60まで範囲の5進法で各魔法剣毎に決まっている。
※魔法剣の属性は対応する防具によってさらに強化できるが、スタイナーが装備できる防具では「雷」「風」「聖」「闇」の4属性しか強化できない。

#### 倍増物理攻撃
アビリティ内から選択できる技。通常の物理攻撃計算式の「武器攻撃力」を各アビリティ毎に1.5倍から4.0倍まで倍増することができる。トランスしている場合はさらに1.5倍増し（スタイナーの場合は3.0倍、ただしブラッドソードのみ1.5倍）される。
裏技
- フリーエナジー：1.5倍
- タイダルフレイム：敵全体：1.5倍
- スクープアウト：2.0倍
- シフトブレイク：敵全体：2.0倍
- ストラサークル5：2.5倍
- ミールツイスター：敵全体：2.5倍
- ソリューション9：3.0倍
- グランドリーサル：敵全体：4.0倍

の補正が各技に付く。
剣技
- 暗黒剣：1.4倍
- ストックブレイク：敵全体：1.5倍
- クライムハザード：敵全体：2.0倍
- ショック：3.0倍

の補正が付く。
竜技
- 竜剣：1.2倍
- 桜華狂咲：敵全体：1.5倍

の補正が付く。
奥義（絶技）
- 雑魚ちらし：1.7倍（絶技のときは対象が全体になり、倍率も1.6倍になる）

の補正がつく。また、この「雑魚ちらし」は前作『FFVIII』で一時的に仲間になるサイファーの特殊技でもある。

### 魔法
シリーズ伝統の「白魔法（聖白魔法）」「黒魔法」「召喚魔法」「青魔法」の4形態で登場。
基本的に白・黒・召・青の攻撃系魔法には魔法攻撃力が設定されており、ステータスの魔力や特定アイテムの所持によってダメージは大きく変動する。
「魔法ダメージ＝（魔法攻撃力-敵の魔法防御）×魔力〜魔力+（魔力+キャラクターLv）÷8」
魔法ダメージは上記の式で計算されており、魔力による倍率補正は魔力のみの数字を下限とし、最大で魔力とLvを足した値を8で割った数までの範囲をランダムに魔力にプラスする。また属性強化装備をすれば対応する魔法がさらにダメージを1.5倍できる。
黒魔法
上記の共通式で重要な「魔力」の値を、「アビリティ：ためる」を使用することで99になるまで1.25倍することができる。また「トランス：W黒魔法」によって連続で任意の黒魔法を2回撃つこともできる。
白魔法（聖白魔法）
唯一の攻撃系魔法はホーリーのみであり、そのホーリーも「魔法攻撃力」がトップクラスに高いのみで、魔力以外にダメージを増加できるシステムは存在しない。「トランス：W白魔法」によって連続で任意の白魔法を2回撃つこともできる。
召喚魔法
黒魔法が任意に「魔力」の値を上げることができるのに対し、召喚魔法は対応するアイテムを集めることで「魔法攻撃力」の値に対応アイテムの所持数が加算される。
特定アイテムの装備で召喚魔法の内容や属性も変化する特徴があり、「トランス：幻獣」によって一定時間毎に攻撃召喚魔法を連続発動することもできる。
青魔法
青魔法を所持した敵を「アビリティ：たべる」で倒すことでのみ修得できる。一部青魔法にのみ共通計算式が採用されており、ほとんどの青魔法は発動条件やダメージ式が異なる。

## 登場キャラクター
担当声優は、『ディシディア ファイナルファンタジー』や「キングダム ハーツ シリーズ」などの客演作品での配役。ゲーム本編ではボイスはない。

### プレイヤーキャラクター
ジタン・トライバル（Zidane Tribal）
声 - 朴璐美
本作の主人公。年齢は16歳。一人称は「オレ」。二人称は「おまえ・あんた・君」。
リンドブルムを拠点とする劇団兼盗賊団「タンタラス」の若き団員。後ろで括っている長い金髪と、臀部から生えた猿のような尻尾が特徴。
シド大公の依頼でガーネット王女を誘拐する作戦に参加したが、彼女に本気で惚れたためタンタラスを脱退してまでガーネットに付き添った。以降も彼女の存在は行動指針と原動力となり、大切なパートナーとなっていく。Disc3終盤では自身の出生と生まれた目的を知り自暴自棄になってしまうが、彼女の支えにより本来の自分を取り戻し、仲間たちと共に再び立ち上がる。
性格は明るくお調子者で女好きだが、困っている相手を見過ごせない優しい性格でもある。スケベで女好きで、ガーネットのお尻に触って手痛い反撃を受けている。軽い言動は多いものの実際は他者を思いやる優しさの持ち主である一方、自分の心の奥底には踏み込まれたくないという弱さも持つ。
正義感と優しさ、そして行動力によってパーティーのリーダーとなっていき、仲間たちに大きな影響を与えていくことになる。大切なものをたくさん失ったガーネットの支えとなり、自分の出生に悩むビビに勇気を与え、「盗賊」ということだけで侮蔑をあらわにしていたスタイナーから偏見を取り払わせ仲間として認められ、孤独を貫くサラマンダーには仲間の大切さをその行動によって教えてきた。そして最終決戦後は、悲しみと絶望に打ちひしがれていたクジャの心を開き改心に導いた。
その正体は青の惑星テラの支配者ガーランドによって生成された最強のジェノム。ジェノムとはテラの原住民たちの魂を受け入れるための器に過ぎなかったが、ガーランドやジタンなどは例外で自意識を持つ。また作中における敵であるクジャもまたジェノムであり、ジタンにとって兄と呼べる存在である。生成目的は「ガイアに死を振り撒く死神になること」。この役目はクジャが任されていたもののジタンのほうが優秀であったためガーランドに重用されるようになる。そのことに劣等感を抱いたクジャにより捨てられ（詳細はクジャの項で解説）ガイアに放逐されたことで孤児となり、4歳のときに盗賊団タンタラスの頭領バクーに拾われる。
4歳以前の記憶がないため、ジタンは自分の名前とテラの特徴とも言える「青い輝き」以外は自身の素性を知らなかった。13歳の時に盗賊団タンタラスから黙って去り、記憶を頼りに故郷となる「帰るべき場所」を捜していた。その際にフライヤと会って親交を結んでいる。しかし、霧の大陸中を旅しても青い輝きは見付からず、ジタンは再びバクーと仲間たちの元へと帰還。バクーはジタンを殴り飛ばしたが、それからは何も言わずにジタンの帰還を受け入れた。その時に「ここが自分の帰るべき場所なんだ」とジタンは悟った。
なお、ジェノムは元々成人として肉体が創造されており年を取ることがないが、ジタンだけは例外で意志や肉体の成長など最初から設定されて生み出されたという。ビビやクジャと違い寿命についての言及は無いが、作中でガーランドに「悠久の時を星と共に生きればいい」と言われるシーンがあることから、かなり長寿に設定されている模様。
クジャとの決戦の後、真の最後の敵である「永遠の闇」を打ち倒すが、暴走したイーファの樹内部に取り残されたクジャを救うため仲間たちを先に脱出させ一人残る。クジャのもとへ駆けつけ彼と和解するが、暴走するイーファ樹の根から彼をかばい、消息不明となってしまう。しかし無事に生存しており、エンディングにてガーネットの前に現れ仲間たちと再会する。
武器は短剣と盗賊刀（棒の両端に刃が付けられた武器）を用いる。初期装備はダガー。「ぬすむ」および「秘技」（トランス時は「裏技」）を使いこなす。トランス時には後頭部で結んでいた髪が解けるほか、全身がピンクのオーラによって覆い尽くされる。さらに類人猿にも似た体毛が生え、より猿に近い外見となる。
ガーネット・ティル・アレクサンドロス17世（Garnet til Alexandros XVII）
声 - 能登麻美子 / 歌 - 白鳥英美子
本作のヒロイン。年齢は16歳。一人称は「わたし・わたくし・私」。二人称は「あなた・おまえ」。ジタン・エーコからは「ダガー」、スタイナーからは「姫・姫様」、ビビからは「（ダガーの）おねえちゃん」と呼ばれている。
アレクサンドリアの王女で長く艶のある黒髪を持つ美少女だが、Disc3中盤でジタンのダガーを使って髪を切るため、以降はショートヘアーとなる。Disc1中盤にて「ダガー」（任意で変更可能）という偽名を名乗る。バストサイズは83c。
与えられた環境で何不自由なく暮らしてきた。そんな生き方を変えたいという漠然とした理由で、自分らしい生き方を求めて住みなれた城を飛び出す。物腰は上品でおしとやかだが、城育ちのせいか世間知らずな一面もある。
実は召喚士の生き残りであり、召喚士の一族が住まうマダイン・サリの出身だが、ガーネットが幼少の頃にガーランドによって故郷を滅ぼされてしまう。その当時の記憶は失ってしまうが、小船に乗って大陸の外に逃がされた際に、暗雲の中に潜む巨大な真紅の眼（インビンシブルの一部）が記憶に焼きついている。
当時アレクサンドリアの王妃であったブラネに引き取られた際に、召喚士の特徴である額の角は除去された。捨て子という事実を隠され、ブラネに溺愛されてきたガーネットだが、夫を失って憔悴して精神に異常をきたしたブラネに近付いたクジャによって、ガーネットの持つ召喚獣の力を狙われることになる。Disc4のマダイン・サリのサブイベントで、本名は「セーラ」であることが判明する。
またマダイン・サリの召喚士一族は、500年前にアレクサンダー（制御しきれぬ力）を召喚したことで甚大な被害をもたらしたため、アレクサンドリアから離れた歴史がある。
「召喚」（トランス時は「幻獣」となり、一定時間ごとに同じ召喚獣を自動で呼び出す）および「白魔法」を使用する。ゲーム開始時は召喚の消費MPが本来の4倍であるため使用はほぼ不可だが、あるイベントで召喚獣を奪われた後は本来の数値になる。トランスするとレオタードのような衣装を纏う。
オンラインゲームの『TM FFIX』ではカードの数字を大幅に上げてくれるマスコットとして登場する。設定画集の対比表や天野喜孝のイラストでは銀髪となっている。
ビビ・オルニティア（VIVI Ornitier）
声 - 大谷育江
黒魔道士の少年。外見年齢は9歳。一人称は「ボク」。二人称は「キミ」。
トレノ東の洞窟でクワンに拾われ、育てられる。気弱な性格だが、誰かを助けるために恐怖を乗り越える強さも秘めている。ジタンやガーネットと出会い旅をする中で、自らの出生に関わる過酷な事実も乗り越える心の強さを手に入れる。
その正体は、クジャの持つ技術により霧から生成された存在「黒魔道士」である。戦争の駒として生み出されたため、黒魔道士が活動していられる時間は短く、自我も持ち合わせていない。しかし、時が経つに連れて突然「目覚める」ため、自我を得ることができる。ビビは初期に作られた黒魔道士のため、魔法の出力自体は後継機に劣るが、その分活動していられる時間が長くなっている。エンディングにて「停止」してしまうが、その前に自分と旅してきた仲間たちの素晴らしさと、生きることの意味を教えてくれたことを黒魔道士たちに伝えている。その思いはしっかりと、ビビの子供たちに受け継がれている。
「黒魔法」（トランス時は「W黒魔法」）および「ためる」を使う。容姿はこれまでのシリーズに登場する黒魔道士に酷似している。
パラレルワールドである『キングダムハーツII』の世界では『FFVIII』に登場するサイファーの子分となり、ノーバディが作り出したビビのコピーが敵として登場する。
アデルバート・スタイナー（Adelbert Steiner）
声 - 広田みのる
アレクサンドリア王国男兵騎士団「プルート隊」の隊長。年齢は33歳。一人称は「おぬし」。二人称は「お前・貴様・猿」。ジタンからは「（スタイナーの）おっさん」、ビビからは「（スタイナー）おじちゃん」、それ以外のパーティメンバーからは「スタイナー」と呼ばれている。
プルート隊は規模こそ決して大きくないが、いずれも一芸に秀でた男性によって構成されている。武器は両手で扱う巨大な剣および騎士剣を用いて、強大な威力のある一撃を繰り出す。
四角四面で頑固な性格。他人のことを「○○殿（主に同作パーティメンバー、ビビ・エーコなど）」と呼び、しばしば語尾に「〜である」や「〜であります」とつく。主君に対してどこまでも尽くす典型的な武人タイプ。それ故に、盗賊であるジタンの存在を忌み嫌っており、彼を名前で呼ばず「貴様」や「猿」と呼んだり、嫌味を言うこともある。しかしDisc2中盤、追いすがってくる敵からガーネットを守るために、自分が敵の足止めをして、ガーネットを守る役目をジタンに任せて以降は彼を仲間と認め、「盗賊風情」という色眼鏡を外している。
女性優位のアレクサンドリアにて、将軍であるベアトリクスを気に入っておらず、互いに対立していた。しかしDisc3序盤にて、エーコがジタンに渡そうとした恋文の手違いにより、犬猿の仲から一転して恋仲になる。
実はかつて先代プルート隊に命を助けられたことがあり、その恩義から騎士を志した過去がある。しかしプルート隊は解散してしまい、それでも諦めずわずか16歳で騎士となり、23歳の時に御前試合でベアトリクスを破り、その褒章としてプルート隊再結成を許された。
「剣技」およびビビと協力して発動させる「魔法剣」を使う。トランスすると肉体と鎧が同化し、全身に鎧を纏ったような姿となり、通常攻撃の威力が3倍になる。
開発段階では「エドワード」という名前になっており、2000年4月（本作発売の3か月前）に発売されていたファイナルファンタジー・コカコーラスペシャルフィギュアコレクションにも、発売初期は「EDWARD」と記載されていたことがある。
フライヤ・クレセント（Freija Crescent）
声 - 折笠愛
ブルメシアの女竜騎士。年齢は21歳。一人称は「私」。二人称は「おぬし」。
ネズミ族の亜人であり、容姿端麗と呼ばれる美貌である。落ち着きがあり、「〜じゃな」「〜じゃのう」といった老婆のような古風な口調が特徴。クレイラで巫女と共に魔力の込められたダンスを披露する美しさを見せる一方、アレクサンドリアでサラマンダーとあわや決闘を起こしかけるといった血の気の多さも併せ持つ。
強者を追い求めるために旅に出た恋人フラットレイを追って旅に出たことがあり、旅先でジタンと知り合い、一時は行動を共にした。
ブルメシアに向かったと思われるガーネットを追うジタンとビビに同行する形でパーティーに加入。ガーネット救出後は、アレクサンドリア城地下にてスタイナーとベアトリクスに加勢し、敵の追撃を止めるためパーティーから外れる。その後生存が明かされ、クジャの目的を阻むべく再びジタンたちに合流した。
Disc2中盤にフラットレイと再会するも、彼は記憶を失っており、フライヤのことも含めすべてを忘れており、記憶が戻ることはなかった。しかしエンディングでは共に寄り添い、「思い出などなくてもまた作り直せば良い」と前向きに生きることを述べている。
槍を用いて戦い、その跳躍力を生かした戦法を得意とする。「ジャンプ」（トランス時は「ジャンプ」が全体化、連続化する）および「竜技」を使う。
海外版では年齢が30代、名前の綴りもFreijaからFreyaに変更されている。
クイナ・クゥエン（Quina Quen）
声 - 宮田幸季
ク族の若者（推定年齢は70代〜90代だが長命な種族のためまだ若い）。一人称は「ワタシ」。
頭にコック帽をかぶっている。何をするにも食欲優先。大好物のカエルのこととなると我を忘れて行動してしまう。食べることが好きで、それが生きがいでもある。食の道を究めるため、師匠であるクエールに見送られてジタンたちと旅をすることになる。性別は不明。
「世の中には、食べられるものと食べられないもののふたつしかないアルヨ」というのを信条としており、見たこともないものがあればとりあえず食べようとしたり、舐めてみたりする。語尾に「〜アルヨ」といった協和語を話す。
ストーリーに深く関わる場面は少ないが、カエルをたくさん捕まえるとクエールとの師弟対決が発生したり、クエールの師匠であるクワンと会うなど、サブイベントは多い。
モンスターを「たべる」（HPが残り1/4以下になった敵を強制的に倒す。トランス時は「調理」となり、HPが残り1/2以下になると食べられる）ことで「青魔法」を習得し、以降の戦闘で使用できるようになる。巨大なフォークを武器として使う。攻撃力はかなり高いが、ダメージに大きな振れ幅がある。
ジタンたちと出会うまでは、食の修行の旅としてアレクサンドリアのコック長として働いていたり、リンドブルムにて行われる狩猟祭に参加したりしていた。
エーコ・キャルオル（Eiko Carol）
声 - 金元寿子
召喚士一族の生き残り。年齢は6歳。一人称は「エーコ・あたし」。二人称は「あんた」。
マダイン・サリでモーグリたちと共に暮らす。6歳とは思えないマセた行動が特徴的。しかし、それは1人で暮らしていた寂しさを紛らわすための強がりであった。ジタンと出会った際に助けられ、彼に好意を寄せるようになる。そのためガーネットをライバル視していたが、彼女とは次第に姉妹のような仲になっていく。
額に召喚士特有の角が生えている。「白魔法」（トランス時は「W白魔法」）および「召喚」を使う。トランスすると背中に小さな翼が生えて天使のような雰囲気になる。
エンディングにて、リンドブルム大公シドと妃ヒルダの養女に迎えられ、ガーネットと同じく王女となった。
『DQ&FF いたストSp』ではマスコットとして登場するが、性格が大幅に幼くなっている。
サラマンダー・コーラル（Salamander Coral）
声 - 咲野俊介
孤高の用心棒。年齢は26歳。一人称は「俺」。二人称は「お前」。無口な性格をしている。
右手に装着した爪を武器に戦う格闘家。他人との協力や協調を「馴れ合い」とみなし、誰にも頼ろうとはしておらず、絆を大切にするジタンの考えを当初は否定していた。しかし、Disc3後半、イプセンの古城にて単独行動の際に負傷してしまい、ジタンに助けられたことで「仲間」や「絆」について考え始め、再びパーティーに参入する（以降は戦闘勝利時のポーズが変化）。
通り名は「焔色のサラマンダー」。トレノの貴族の護衛として雇われた際に、盗みに入ったジタンと遭遇。強者との対決を求めていたサラマンダーは、ジタンとの戦いを望んでいたが、彼はあっさりと武器を収めて走り去った。ジタンの行動が理解できないサラマンダーは、呆然とその場に佇んで、依頼主の問いかけを無視して立ち去ってしまう。これによってサラマンダーもジタンの一味だと思われ、賞金首となってしまった。なお、ジタンは当時のことを覚えていない。またサラマンダーもジタンを恨んでいないという。
「奥義」（トランス時は「絶技」となり、「奥義」の効果が全体化する）および武器を投げて攻撃する「なげる」を使う。

### アレクサンドリア王国
ブラネ・ラザ・アレクサンドロス16世（Brahne Raza Alexandros XVI）
アレクサンドリア王国の第16代女王で、ガーネットの母（実際は義母）。年齢は39歳。王家専用の巨大飛空艇レッドローズの持ち主。元々は心優しい性格だったようで、娘ガーネットにも「優しいお母様」として慕われている。
詳しくは描かれていないが、夫の死とクジャの登場を境に徐々に精神の異常をきたし、世界征服の野心に取り付かれるようになる。この時ガーネットすら平然と殺めようとした。その一方で、内政はきちんと行っていたらしく国民たちには慕われていた。
召喚獣という絶対的な力を手にし、それによって用済みとなったクジャを倒そうとするが、逆に返り討ちに遭い、バハムートの光弾によって致命傷を負い、海岸へ流れ着いた際にガーネットと再会。死の直前、ガーネットに「私は思いのまま生きた。お前も思うように生きよ」と言い残し、最期を看取られた。
ベアトリクス（Beatrix）
声 - 小松由佳
アレクサンドリアに仕える隻眼の女将軍。年齢は28歳。一人称は「私」。二人称は「あなた・おまえ」。
「セイブザクイーン（Save The Queen、「女王に加護あれ」という意味）」という銘の剣を愛用している。配下はすべて女性で構成されている。
「泣く子も黙る冷血女」「100人斬りのベアトリクス」などの異名を持ち、当初は敵対関係にあったとはいえジタンたちを見下した高慢な態度が見られるが、実際は忠義に厚く守るべき主君と国民のために剣を振るう、誇り高く美しい女性である。その剣技は大陸一といわれ「聖剣技」「聖白魔法」を使い、たった1人でジタンたちを何度も退けている女傑。
ブルメシア・クレイラ・アレクサンドリア城と3度に渡って戦うことになる。いわゆる「負けバトル」だが全滅するとゲームオーバーになる。HPを0にすることもできるが、その場合はベアトリクスの反撃により全員がHPを1にされ、強制的に敗北となる。作中でジタンたちが唯一勝てなかった相手である。
どの戦いもジタンたちを劣勢に追い込むが、ブラネがクレイラを滅ぼしたことで迷いを抱き始める。その後、アレクサンドリア城の戦いにてガーネットを犠牲にしようとしているブラネのやり方をジタンに咎められ、剣を振るうべき相手は彼らではないと悟る。そして、道化師ゾーン&ソーンによって永遠の眠りにつかされたガーネットを魔法によって助けた。ジタンたちをアレクサンドリアから逃がすため、フライヤ・スタイナーと共に敵の足止めに協力する。
パーティーメンバーにはならず、スポット参戦のみで加入する。Disc2中盤およびDisc3序盤に参加。トランスは使えない。
過去に一度だけ、御前試合でスタイナーにまぐれで敗れたことがある。特に男性の立場が弱い国ということもあり、スタイナーと確執があった。しかしDisc3序盤にて、エーコがジタンに渡そうとした恋文を落としてしまい、それを拾ったベアトリクスが、スタイナーが自分に宛てたものと勘違い。これをきっかけに犬猿の仲から一転して恋仲となる。その後、スタイナーと共闘してクジャの呼び出した霧の魔獣を退け、アレクサンドリアを護るために戦う。しかし、バハムートとアレクサンダーの対決、インビンシブルの襲来によってアレクサンドリアは崩壊。ベアトリクスは行方不明となるが、後に生存していることが判明する。
ラストダンジョンとなる記憶の場所に突入する際、レッドローズを率いて登場し、銀竜との戦いに参戦。ジタンたちがこれまでに出会った登場人物たちも応援に駆けつけ、銀竜の群れと戦い、ジタンたちの道を切り開いた。
エンディングでは、セイブザクイーンを置いてアレクサンドリアを去ろうとする。だがスタイナーから「お前が必要だ」と愛情を示され、彼の腕の中へと跳び込んでいった。ラストシーンでは彼女とスタイナーが一緒にセイブザクイーンを掲げる姿が映し出されていた。
ベアトリクスの使う強力な剣技は、Disc3後半以降にスタイナーが習得することが可能。
トット（Tot）
トリと人間が合わさったような外見の学者。年齢は52歳。元はアレクサンドリアに仕えており、ガーネットが幼い時から家庭教師を勤めていた。周囲の人々からはトット先生と呼ばれている。
一年前にブラネに理由も無く解雇され、トレノで隠居生活しながら考究の日々を送っていた。偶然トレノに来ていたガーネットたちに出会い、アレクサンドリアに行くのを手助けする。ブラネの死後、ガーネットを補佐するためアレクサンドリアに戻った。
ラニ（Lani）
サラマンダーとコンビを組んでいる暗殺者。年齢は19歳。褐色の肌の女性。「美の狩人」と自画自賛するほど己の美貌と実力に自信を持っている。周囲の人々が見惚れるほどの美女だが、気が強く好戦的な性格。
逃亡したガーネットを連れ戻すため、サラマンダーと共にブラネに雇われた。ただし優先されるのはガーネットの身柄ではなく、彼女が持っているペンダント（宝珠）の奪還である。戦闘では巨大な斧を武器としてジタンたちに襲い掛かる。目的のためには手段は選ばず、初登場時には不死身のモンスター「アーモデュラハン」やダンジョンに仕掛けられたトラップを利用したが、突破された後に直接対決となり敗北を喫する。その戦いの後しばらく姿をくらましていたが、マダイン・サリにて、エーコを人質に取って再登場。しかし、その手口をサラマンダーに咎められ、阻まれたことで渋々その場を立ち去った。Disc4でマダイン・サリに行くとラニがおり、アレクサンドリアに帰れなくなりフラフラになっていたところをモーグリたちに助けられていたことが判明する。以降はジタンたちに敵意を見せることなく接してくる。
恋愛に対しては素直になれない性格。エンディングではアレクサンドリアに向かうサラマンダーから「お前は来ないのか?」と聞かれ、怒ったような言い方をしながらもその背中にくっついてきている。
Disc1中盤のイベント「狩猟祭」に参加しており、モーグリがうるさかったと宿屋のノートに苦情を書き込んでいる。
ゾーン&ソーン（Zorn & Thorn）
アレクサンドリア女王ブラネに仕える宮廷道化師の双子。語尾に「おじゃる」「ごじゃる」とつくのが特徴。年齢は88歳。
ガーネットを永遠の眠りにつかせたり、召喚獣を抜き取るなど奇怪な魔法や力を持つ。
当初はブラネ派の人間で、ガーネットから召喚獣を摘出した張本人。ブラネが死亡した後は行き場をなくし、ガーネットに取り入ろうにも侮辱した態度を取った後だった。後ろ盾がなければ生きていけないと考え、後にクジャの仲間入りを果たす。
しかし、クジャからは使い捨ての駒程度にしか思われておらず、エーコから召喚獣を奪うために利用されているに過ぎなかった。グルグ火山の戦いでエーコに敗北した後は融合させられてモンスターに変異する。変異後は「メルティジェミニ」という名前になり、ゾーンとソーンの体と頭部がいびつに組み合わさったおぞましい異形の形態となる。クジャが言うように「もう双子ではなく」「ひとつの怪物」と成り果て、ジタンたちに倒された。
黒のワルツ1号（Black Waltz #1）
クジャの技術によって精製された強力な黒魔道士兵「黒のワルツ」の1番手。鈴を鳴らすことで猛烈な吹雪を呼び出し、氷属性魔法を得意とする。またシリオンという氷のモンスターを召喚して使役する。黒のワルツの中では比較的他の黒魔道士兵に似た姿をしており、身長も他の個体と比べると低い。氷の洞窟にて吹雪でガーネットたちを弱らせ気絶させるが、ジタンとの対決に敗れて命を落とす。
黒のワルツ2号（Black Waltz #2）
ガーネットを取り戻すべくブラネが放った黒のワルツの2番手。長身で細身という、黒魔道士兵の中では珍しい姿をしている。瞬間移動の能力を持ち、低空飛行も可能。1号以上の優秀さを持つことをジタンたちに誇っていた。
カーゴシップに乗り込もうとしたジタンたちの前に現れ、ガーネットを奪い返すべく対決する。火属性魔法を使用する他、瞬間移動による格闘攻撃も使う。ガーネット以外の味方が倒れるとスリプルを使用し、これを受けると自動的にゲームオーバーとなってしまう。
黒のワルツ3号（Black Waltz #3）
ブラネが送り込んだ黒のワルツ最後にして最強の刺客。傲岸不遜で、任務遂行のためには仲間の犠牲も辞さない非情な性格。
高速飛行が可能なほか、強力な雷属性魔法を行使する。カーゴシップに乗り込んだジタンたちを追跡し、戦いを挑んでくる。ジタンたちを始末しようとした矢先、カーゴシップにいた黒魔道士たちがかばうように現れたことで攻撃を開始。仲間であるはずの黒魔道士兵を「意思を持たない黒魔道士兵」と見下し、雷魔法で一掃。この行いは特にビビとスタイナーの怒りを買い、ビビがトランスした状態で戦闘開始となる。
戦いの最中、蓄積したダメージによって暴走を初め、手当たり次第に周囲の物を破壊するようになってしまう。ゾーンとソーンの小型飛空艇を奪い取り、そのままカーゴシップを追跡。雷魔法でビビを狙うが、咄嗟に放ったビビの魔法に押し返され、ダメージを受けてしまう。リンドブルムとの国境にあるゲートが閉じゆく中で放った雷魔法が、小型飛空艇のエンジンを破壊して自爆した。
死亡したと思われたが、アレクサンドリアを目指すガーネットたちの前に再度登場。既に正気を失っており、ただひたすらガーネットを連れ戻すという執念だけで戦いを挑むも敗北。今度こそ機能停止した。
なお、2戦目でガーネット以外が戦闘不能になると台詞と共にダメージを受け続けるだけになり、放っておくとそのまま倒れてしまう。
プルート隊
女性優位の風潮があるアレクサンドリアにて、男性のみで構成される部隊。御前試合でベアトリクスに勝ったスタイナーに対する褒賞として設立され、スタイナーが隊長を務めている。
かつては男の憧れだったが、現在ではうだつの上がらない男の集まりと化している。
ブルツェン
隊員No.2。細身の体格。情報収集を得意とする。Disc1序盤にジタンに装備を奪われる。
コッヘル
隊員No.3。太めの体格。情報収集を得意とする。Disc1序盤にブランクに装備を奪われる。
ラウダ
隊員No.4。心を打つ文章を書かせれば当代一。脱退したいと考えている。
ドジェボン
隊員No.5。三国一の大砲の名手。常に走り回っている。
バイロイト
隊員No.6。プルート隊最古参の老人。
ワイマール
隊員No.7。ナンパ師。城下町の若い女性の名前を全て覚えている。
ハーゲン
隊員No.8。熱血漢でやる気だけはある。城下町の地理に明るい。
メルゲントハイム
隊員No.9。砲弾運びレースで優勝したことがある。

### リンドブルム公国
シド・ファブールIX世（Cid Fabool IX）
リンドブルム公国の現大公。年齢は35歳。アレクサンドリア先王（ブラネの夫）と親交があり、ガーネットにもしものことがあったら面倒をみてほしいと頼まれていた。後にブラネによって戦争へ突き進むアレクサンドリアの不穏な空気を感じ取り、親交のあるバクーを介して、誘拐の名目でガーネットを保護する。年齢の割に白髪が多く、ヒゲも白い。発明家や技術者としても有名であり、常に飛空艇の開発に余念が無い。
一方で浮気癖があり、酒場の女性と浮気した（色目を使った）ことが妻ヒルダにばれて、彼女の魔法でブリ虫の姿にされてしまう。Disc3序盤、アレクサンドリアの学者トットに頼み、人間の姿に戻る手段を模索してもらうが、彼の提案した実験が失敗し、今度はカエルの姿に変わってしまう。Disc3中盤、グルグ火山の最深部で、クジャの手から救出されたヒルダのキスにより元の姿に戻った。
非常に親しみやすい人柄であるだけでなく、思慮深さも併せ持ち、ガーネットの身の安全を確保した後はブラネに和平を提案し、平和に尽力するなど一国の主としての器も十分。ヒルダのことも心の底から愛しており、浮気も軽い気持ちでやっただけらしい。
エンディングではエーコを養女にしており、「おとうさん」と呼ばれて感激していた。
ヒルダガルデ・ファブール（Hildagarde Fabool）
通称・ヒルダ。年齢は27歳。シド大公の后であり、彼とは正反対に魔法を得意とする。夫の浮気に怒り心頭になり、魔法でブリ虫に変えてしまった挙句、夫の発明した新型飛空艇ヒルダガルデ1号で家出してしまった。
後にクジャにより囚われの身になってしまうが、グルグ火山にてジタンたちに救出される。夫と仲直りした後、クジャが勝手にしゃべった情報をジタンたち伝え、協力した。シドとはそれ以降変わらず良好な関係。
なお、『FFII』には「ヒルダ」という名前の王女が登場する。
オルベルタ（Artania）
リンドブルム城でシドに仕える文臣。非常に有能な人物で、シド大公からの信頼も厚い。彼が飛空艇開発に没頭している間も、リンドブルムの統制を支えている。

### 盗賊団タンタラス
リンドブルムを拠点に活動する盗賊団。劇団というもうひとつの顔もある。ジタンにとって「いつか帰るところ」でもある。頭領のバクーはシド大公やベアトリクス将軍と親交があるなど顔が広い。ブランクとシナはDisc1序盤で、マーカスはDisc2序盤から中盤にかけて、一時的に戦闘に参加する。
バクー（Baku）
タンタラスの頭領。年齢は44歳。一人称は「俺・オレ」。
豪快で割といい加減なところはあるが、有事の際の判断力に優れており、部下からの信頼は厚い。ベアトリクスやシド大公と親交がある。
ブランク（Blank）
タンタラスの一員。ジタンたちの兄貴分。もともとは札付きのワルで、マーカスとは敵対していたが和解している。一見クールだが義理人情に厚い性格で、解毒剤の調合にも長けている。一方でルビィのことは苦手らしく、あまり顔を合わせようとしない。
バクーに逆らってでも魔の森に囚われたガーネットを助けに行こうとするジタンの前に立ちはだかるが、彼の意志を尊重しガーネット救出に協力する。魔の森の主との戦いでジタンたちに加勢するが、暴走する魔の森のつるに捕まり石化してしまった。自身を犠牲にしてまで助けてくれたことに恩を感じたガーネットは、トレノでトットから石化を直すアイテムを借り受ける。マーカスの手により石化から回復し、タンタラスに合流した。Disc3前半では巡洋艦ブルーナルシスの操縦もしている。
特技は「ぬすむ」。Disc1冒頭の数回のバトルと、魔の森のボス戦から脱出まで参戦する。
シナ（Cinna）
タンタラスの一員。もとは飛空艇技師だったが、タンタラスが彼の処女作である劇場艇プリマビスタのオーナーとなったことをきっかけに、タンタラスの一員となった。
語尾に「〜ずら」をつけるのが特徴。愛用する「マイとんかち」は譲れないらしく、誰にも貸そうとしない。ビビからは「シナのおじさん」と呼ばれるが「こう見えても若いずら」とぼやいている。コーヒーマニアでもある。
特技は「ぬすむ」。Disc1冒頭の数回のバトルのみ参戦する。防御力が低く倒されやすい。
マーカス（Marcus）
タンタラスの一員。かつてはブランクと目の敵にしていたが、和解して以降は彼をアニキと呼び慕っている。一人称は「俺」。
語尾に「〜ッス」をつけるのが特徴。顔は怖いが礼儀正しく真面目な性格。
特技は「ぬすむ」。Disc1冒頭の数回のバトルと、Disc2開始直後からアレクサンドリア城まで参戦する。マーカスのレベルアップボーナスの一部はエーコに引き継がれる。
ルビィ（Ruby）
タンタラスの紅一点。劇団タンタラスの一員としてヒロインを演じる。姐御肌でかなり気が強く、感情の起伏が激しい。関西弁で話す。
ジタンたちが劇場艇でアレクサンドリアを脱出した際、置き去りにされてしまい自力でリンドブルムへ戻り、その後タンタラスと合流する。
ゼネロ&ベネロ（Zenero & Benero）
シナの紹介でタンタラスに加わった。双子とも三つ子ともそれ以上とも言われているが、詳しいことはわかっていない。手にハサミのようなものが付いている。語尾に「〜でよ」をつけるのが特徴。
違いがわからないほど姿が酷似しており、サブイベントでシャッフルゲームができる。

### ブルメシア王国
フラットレイ（Fratley）
「鉄の尾」の異名をとるブルメシア最強の竜騎士でフライヤの恋人。年齢は25歳。フライヤからは「フラットレイ様」と「様」付けで呼ばれている。
「1年で戻る」と言い残し国を出てから5年が経ち、フライヤと再会した時には全ての記憶を失ってしまっていた。記憶こそ戻らなかったがエンディングではフライヤと恋人同士に戻り、また思い出を作っていくこととなった。
パック
アレクサンドリア城下町でビビが出会った、元気いっぱいでガキ大将気質なブルメシアの民の男の子。年齢は14歳。一人称は「おれ」。ビビの「最初の友だち」。実はブルメシア王国の王子である。

### ク族
クエール（Quale）
ク族のひとりでクイナの師匠。一向に成長する気配を見せないクイナに手を焼いている。実はクワンの弟子であり、食べることをやめてしまったクワンを軽蔑していた。サブイベントでは、クワン洞でクワンの幻影を前に非難するが、師匠の本心を知り怒りを解いた様子。
クワン（Quan）
ク族のひとりでビビの育ての親。すでに亡くなっている。食の道を究めるためク族の沼から旅に出る。トレノ近くのクワン洞で生活していたとき、海を漂流していたビビを釣り上げる。最初は食べるつもりだったが、以来ビビの面倒を見ながら食の道を探求し続け、その中で「食即是空（実際に食べなくても、思い描けば食べ物はいくらでもある）」の悟りを開き、満足の内に亡くなった。このため弟子のクエールからは食べることをやめたとして非難されていた。一方でビビからは「おじいちゃん」と呼ばれていた。

### テラ
クジャ（Kuja）
声 - 石田彰
アレクサンドリア王国に現れた謎の青年。一人称は「僕」。二人称は「キミ（他人に良く言うこも多い）・おまえ」。
中性的な姿にユニセックスな格好をしたナルシストで、芝居がかった言い回しを好む。語っているうちに自己陶酔を始め、しばしば聞いていないことを勝手に話すことがある（その結果ヒルダに、テラの存在や介入方法を知られることになってしまった）。またサディストでありながら若干マゾヒストな一面を持っている。
夫を失って悲しみに暮れていたブラネに取り入り、武器商人としてアレクサンドリア王国に兵力を投入。彼女をそそのかすことで戦争を引き起こし多くの死者を生み出した。また黒魔道士を作らせた張本人でもあるため、ビビにとって生みの親とも言える。ただし黒魔道士という存在については短命な道具と見下している。クジャ自身にも飛行能力はあるが、高速飛行できる銀竜を連れている。
実はジタンやミコトと同じく、ガーランドに作り出されたジェノムであり、ジタンの兄にあたる存在。24年前に生成されたがあまりにも意志が弱く、「魂の器」としては不適合だった。また自分は「ジェノムとは違う」とガーランドに言い放ち、己の存在意義を否定し「生」を主張しており、「余計な魂」を持ってしまった存在だったという。
他のジェノム同様尻尾を持つが、自分が作られた存在ということを恥じて隠している（尻尾はトランス時に確認できる）。また、金髪の種族であるジェノムとしては異例の銀髪。しかしジェノムとして不適合な欲望に反して、力が強かったため、ガイアへと遣わし「死神」として戦争を引き起こさせた。
ガイアへ向かう直前、自分より優秀なジェノムであるジタンの製造が決定され、自分の地位が脅かされることを危惧したクジャはジタンをガイアに捨ててしまう。無論、ジタンがこのまま成長した場合、クジャの代わりの「死神」としてガイアへ遣わされることになっていた。ジタンを殺さなかった理由についてガーランドは、「クジャが戦乱を起こせばジタンより先に成果を出したことで勝利の証明となり、そうすることで己の存在を証明したかった」と述べている。ガーランドはクジャが精神的に不安定でいずれ反旗を翻すことを知っていたが、ジタンのことについては「クジャの犠牲」の1つとして考え黙認したという。
ガーランドに従うふりをする一方で、クジャはアレクサンドリアに眠る最強の召喚獣アレクサンダーに目をつけていた。ブラネを支援しつつ着々と準備を進め、Disc3序盤で彼の望み通り、ガーネットとエーコによってアレクサンダーは降臨した。バハムートさえも容易く退ける力と美しさに狂喜するも、それを察知していたガーランドの一撃（インビンシブルからの光線）によって、アレクサンダーは崩壊。望みを絶たれたクジャは、エーコが持つ召喚獣に目をつけグルグ火山にて抽出しようとするが、彼女を守るためにモーグリのモグが、トランスによって召喚獣になる様を目撃し、新たな力としてトランスに目をつけた。モグの正体はモーグリに変化していた召喚獣マディーンである。
そしてテラにて、ガーランドとジタンたちが死闘を繰り広げる最中、飛空艇インビンシブルに吸われた魂たちを説得。ジタンたちの前に現れ自らを窮地に追いやることでトランスの条件を満たし、幾多の魂を取り込んだ究極のトランス形態「トランス・クジャ」となる。この魂の中にはブラネのものも含まれている。この力を用いてジタンたちを追い詰め、ガーランドを見下し、これから世界の支配者となる自分に酔いしれ、例によって聞いてもいないことを語り始める。だが、何を言っても「無駄だ」としか言わないガーランドに激昂し、彼を崖っぷちから蹴り落として抹殺した。
ついにガーランドという枷から解き放たれるが、危険視されていたために彼自身も黒魔道士兵同様の期限付きの命でしかなく、もう長くは生きられない存在だった。
その事実を精神のみとなったガーランドに告げられ、人生の絶頂から一転して墜落。「自分抜きで世界が存在するなんて許さない」と言い、暴走し始める。手始めに故郷であるテラを自らの手で破壊しつくした。その後は「自分の存在しない世界に何の価値がある？」と考え、すべてを道連れにするために創造のクリスタルを破壊し、ガイアもテラも生命も、世界中に存在するすべてを消滅させるために行動を開始する。
すぐにはクリスタルを破壊しようとはせず、ジタンたちに備えて、クリスタルの創造能力によって4体のカオスとデスゲイズを生み出し使役する。クリスタルワールドにてジタンたちと死闘を繰り広げた末に敗北。自身の最期を感じ取り究極魔法アルテマを発動させ、自らを巻き込んでジタンたちを道連れにしようとする。その後、崩壊する絶望の丘からジタンたちを助け出し、「ジタン、生きるんだ……」と意識を送って伝える。しかし、クジャを見捨てられなかったジタンは彼を助けるために、暴走するイーファの樹に単身飛び込んでいった。そして最後にジタンとの戦いに敗れた後、失うものが無くなったことで「生きること」の大切さを感じたこと。それにもっとはやく気づけなかったことを悔やみながら意識を失う。直後にジタンとクジャにイーファの樹の根が襲い掛かってきたが、ジタンはクジャをかばうように覆いかぶさって逃げようとはしなかった。
エンディング直前のミコトのモノローグでは同情らしきものが語られていた。
トランス・クジャ
インビンシブルに保管されていた、ブラネをはじめとする幾多の魂の力によってトランス状態になったクジャ。真紅の長髪と隠されていた尻尾が露となり、絶大な魔法の力を行使する。その魔力は単身でテラを壊滅させたほどの強大なものであった。

ミコト（Mikoto）
ジタンが果たそうとしなかった「ガイアに戦乱をもたらす」役割を果たすため、ガーランドによって生み出された、クジャやジタンの妹にあたる存在のジェノム。外見はジタンと酷似している。見た目は15歳程度だがジタンと同様に成長の余地を残すため幼子から成長し、意志も持っている。実年齢は1歳（生み出されてから1年しか経っていない）。
他のジェノム同様に感情を持たず、自らを道具として扱っていたが、ジタンたちや黒魔道士たちとの触れ合いにより徐々に感化されていく。純真無垢な黒魔道士たちを見下すような発言も見受けられるクールな性格だが、ジタンから「妹のような存在」と言われた際には、動揺をあらわにして否定していた。別れ際には「お兄ちゃんのいうことを聞いて皆（黒魔道士たち）と仲良くするんだぞ」と言い残された。
エンディング直前のモノローグでは、クジャの行いそのものが過ちだったとしながらも、自分たちが生み出されてきたこと自体は決して間違いではなかったことを教えてくれてたことに、感謝を述べている。
ガーランド（Garland）
黒い鎧とマントを身につけた屈強な老人。一人称は「わたし」。
本作における黒幕的存在。召喚獣の力を危惧しマダイン・サリを滅ぼした張本人。インビンシブルからの一撃でアレクサンダーごとアレキサンドリアを崩壊させるなど凄まじい力を持つ。
最古のジェノムであり、テラの民の魂を「時を刻む城」パンデモニウムにおいて管理する存在。5000年以上の時を生きており、世界を見渡してきた。冷徹な性格で、徹底的にテラの存続を優先している。
クジャ、ジタン、ミコトをはじめとするジェノムを作り出してきたジェノムの「創造主」であり、クジャに「ガイアに戦乱をもたらす」役割を与えガイアに送り込む。
強大な力を持つクジャを危険視しながらも監視していたが、次第に裏切りを露にしてきた彼を見て遂にガイアに介入。クジャがガーネットから奪った召喚獣の力を奪い取り、クジャの弟的存在であるジタンにクジャの役目を引き継がせようとするが、自らが「命の期限」を教えたことによって逆上したクジャによって肉体を滅ぼされる。しかしその後も精神のみの存在として残り、ジタンたちにクリスタルの真実を教え彼と和解。星の未来と己の希望を託して完全に消滅した。
「命の循環」を存続させることを生き甲斐としており、やり方は違ってもその行動はどこかジタンたちと似通っている。最後の言葉として、「例えたったひとつの目的を果たすために作られた命だとしても、私は生を受けたことを感謝している」と述べた。
『FFI』に同名のキャラクターが登場する。
『ディシディア ファイナルファンタジー』にもプレイアブルキャラクターとして上記の『FFI』のガーランドが登場。『FFIX』のガーランドとは別人だが、ジタンやクジャとのやり取りが『FFIX』を意識したものになっている。
ザ・ソウルケージ
母なる大樹イーファの樹の最深部にて出遭ったモンスター。木の根のような肌とドラゴンを思わせる頭部を持ち、樹内部の壁と同化しその表面を滑るように移動する。一人称は「我」。
その正体は、テラよりイーファの樹の管理を任された存在であり、魂の循環たる副産物「霧」を、イーファの根を伝って霧の大陸に送り込んでいた。目的は闘争心を刺激する霧によって権力者たちを争わせ、戦争によって多くの死を生み出しガイアの魂を集めること（つまりブラネが狂ったのは、もとをただせば彼の仕業と言える）。クジャが黒魔道士を生み出していたことを知っており、ビビの素性も知っていた。自分を倒せば霧は止まるが同時にビビの出生も否定することになると語るが、「人殺しの道具を作らせてはいけない」とビビが決意したことで戦うことになる。倒された後は霧が停止した。
ダハーカ
イプセンの古城にてテラへのエネルギーを司る4つの鏡を守護していたモンスター。台詞は全てカタカナで表記され「カタイゾ！」などカタコトで喋る。浮遊する海老にも似た外見を持つ。人語を解するためジタンたちに鏡を戻すように言うが、拒否されたため力尽くで奪い取ろうと襲い掛かるも敗北。最期はテラへの封印は解けないことを告げて消滅した。
銀竜
クジャが移動用に用いる銀の鱗を持った竜。ガーランドの配下でもあり、彼との対決の前にジタンたちの前に現れる。この1匹だけではなく無数の個体が存在しており、「神竜」を統率者に活動し、イーファの樹上空から記憶の場所に突入しようとしたジタンたちの前に群れをなして現れる。しかし、駆けつけた仲間たちの援護によって駆逐され、神竜が倒されたことですべて消滅した。ジェノムや黒魔道士と同様に、霧から生み出された存在だといわれている。
神竜
銀竜の群れを統率する存在。イーファの樹上空から記憶の場所に突入したジタンたちを遮る最初の関門として立ちふさがる。ジタンたちに倒され、残りの銀竜の群れと共に消滅した。
マリリス
記憶の場所に現れる火のカオスで、カオスの紅一点。蛇の胴体と女の上半身、六本の腕に曲刀を持ったモンスター。
元は「火のガーディアン」で、一度はフライヤとサラマンダーのコンビに倒されるが、クジャの手によって復活した。1番手としてより強化されたことを誇りジタンたちを迎え撃つが、敗北。死の間際、一行を道連れにするべく「剣の雨」を放ってくるが、睡眠が利くので、眠らせた状態でとどめを刺すと使用しない。
ティアマット
記憶の場所に現れる風のカオスで、三つの首を持つドラゴンの姿をしている。尊大な性格で自らを「様」付けで呼ぶ。
元は「風のガーディアン」で、一度はスタイナーとビビのコンビに倒されるが、クジャの手によって復活した。2番手として登場するも倒され、マリリスの後を追う形で消滅した。
クラーケン
記憶の場所に現れる水のカオスで、透き通ったイカに酷似した巨大なモンスター。
元は「水のガーディアン」で、一度はガーネットとエーコのコンビに倒されるが、クジャの手によって復活した。3番手として登場し、一行の前に立ちふさがる。
唯一ガーディアンの時の姿が明かされない。
リッチ
記憶の場所に現れる土のカオスで、骸骨の肉体にマントを羽織った騎士風のモンスター。
元は「土のガーディアン」で、一度はジタンとクイナのコンビに倒されるが、クジャの手によって復活した。新たな形態で勝利を確信し、一行に立ち向かうが敗北、消滅した。カオスの中では最後に戦う相手となる。
なお、土のガーディアンは四体のガーディアンの中で唯一実際に戦闘することになり、作中のボスの中で唯一「たべる」ことができる。
デスゲイズ
クリスタルワールドにて、クジャを遮る最後の関門として立ちはだかるモンスター。巨大な怪鳥にも似た形態を持っており、4体のカオスさえも上回る強大な戦闘能力を誇る。即死攻撃を得意とする。
その正体は、クジャが「創造のクリスタル」によって生み出した「最高の遊び相手」。

### その他のボスモンスター
永遠の闇（Eternal Darkness）
本作の最終ボス。舞台となる世界とは別の次元にある「絶望の丘」に現れる謎の存在。
その正体は、野望の達成を目前にして余命わずかであることを悟ったクジャの恐怖・絶望・憎悪が呼び覚ました産物である。
惑星を十字に直列させることで発生する事象を利用することで、16種類のステータス異常（毒・睡眠・石化・沈黙・暗闇・迷惑・ゾンビ・戦闘不能・混乱・バーサク・ストップ・ヒート・フリーズ・死の宣告・ミニマム・瀕死）をそれぞれ1/8の確率で発生させる「グランドクロス」、頭部と胸部を囲むように回転する2つのリングで破壊の渦を発生させる「ニュートンリング」、青い光線で相手のHPを1にする「青の衝撃」などの多彩な攻撃を使う。
生きとし生けるものすべてが抱く不安・苦痛・苦悩・絶望・憎悪や、逃れられない死への恐怖から救われるにはすべてを破壊するしかないと考え、誰かが答えを出すのを待ち続けていた。やがて死への恐怖心からクリスタルを破壊してすべてを滅ぼすことで救われようとしたクジャの行動から「この宇宙に存在するすべてのものの目的は、滅びるためだけにある」と答えを出した上で、自身の存在意義やただひとつの役目としてクリスタルすら生まれることのない無の世界に全てを還そうと画策し、それを邪魔しようとするジタンたちに「苦しみながらも生きるということは、生きる希望という病に侵されている」と語り、それでも生きる希望を捨てなかったジタンたちと対決する。死闘の末ジタンたちに敗れ、「私はいつでも復活する…この世に生あるものと、死が存在する限り…」と意味深な言葉を残して消滅した。
ハーデス（Hades）
本作の隠しボスの1人。記憶の場所のある場所に隠れており、話しかけると「立ち去る」と「立ち去らない」の2つの選択肢が現れ、「立ち去らない」を選ぶと戦闘が始まる。
その正体は「伝説の合成屋」で、戦闘終了後に合成屋に変化する。
なお、オズマを先に倒していると戦闘開始直後に驚く台詞がある。
オズマ（Ozma）
本作の隠しボスの1人。見た目は巨大な虹色の球体で、奇数ターンと偶数ターンによって行動が変わる。今作最強の敵で、チョコボの空中庭園にある塚を調べると戦闘に入る。ある一定の条件をクリアすれば弱体化させることができる。あらゆる攻撃が桁外れの威力があるだけでなく、メテオのダメージがランダムで変化する上にプレイヤー側で回避することは不可能。一撃で全滅になってしまうこともあるため、運がなければ勝つことができない。
ジタン曰く、その塚は召喚塚に似ているらしいが、オズマがどのような存在であるかなどの説明は一切されていない。調べようとするとメネから警告メッセージが発せられ、それでも調べるとオズマとの戦闘が始まる。
『ディシディア ファイナルファンタジー』のジタン専用武器で「オズマの欠片」という武器がある。
『ファイナルファンタジー レコードキーパー』ではさらに強くなっており、不定期に戦うことができる。

### その他のキャラクター
スティルツキン
迷彩服を纏った、世界を旅するモーグリ。その行動力と知識から、他のモーグリたちから兄貴分として慕われ人望も厚い。ジタンたちの行く先々で、様々なアイテムを格安で売ってくれる。
アルテミシオン
青紫色の体をしたモーグリ。モーグリたちの文通ネットワーク「モグネット」の管理人。
アレクサンドリア崩壊以降モグネットが停滞してしまい、追い詰められると「シクシク…」と泣く。Disk4のサブイベントでモグネットを復旧させることができる。

## 世界
本作の世界は、宇宙を漂いながら他の世界を乗っ取ることによって繁栄してきたテラ（Terra）が、文明の規模が小さいガイア（Gaia）を取り込むのに失敗してできた世界である。本来テラはもっと文明の小さい、それこそできて間もない世界をターゲットとしてその世界を乗っ取るのだが、対象となる世界がなかったためやむなくガイアを選んだ。その影響は、いくつかのテラに関する施設がガイアに存在することや、現在のガイアが2つの月（本来のガイアの物とテラの物）を持っていることなどに顕れている。なお、テラはガイアの内部に取り込まれており本来のテラの輝きは赤だが、ガイアの影響により青い輝きになっている。
ガイアやテラはそれぞれ自らの世界の核としてクリスタルを持ち、それは死者の魂に刻まれた記憶を取り込んで成長していく（『FFV』までのクリスタルと違い、クリスタル自体は属性を持たない）。魂の循環の中でクリスタルが取り込む記憶が少なくなればその世界の成長は鈍り、いずれ世界そのものが消滅していく。テラは幾度となくこの状態に陥ったが、そのたびにできて間もない他の世界のクリスタルを乗っ取ることにより世界を維持してきた。テラの管理者であるガーランドがガイアを乗っ取るのに失敗した際、ガイアの復興を早めるためにテラに存在する魔法樹イーファの根をガイアの地上に送り、後にそれは2重となった魂の循環を分離する役目を担うようになった。これは彼の本来の目的であるクリスタルと世界の乗っ取りのために使用された。また、その過程で彼は魂そのものが生物に与える影響を知り、これをそのまま地表に送り込むことで戦乱を誘発させた。これにより魂の循環を意図的に発生させ、テラに属する魂を集めるようになった。その結果ある大陸は霧に覆われるようになる。

### 地理
本作の世界であるガイアは、主に4つの大陸からなる。また、テラはその一部を地表に残した状態で、ガイアの裏の世界として存在する。

#### 霧の大陸
ガイアに存在する4つの大陸のうち、もっとも文明が発達しているのがこの大陸である。ガーランドが魂をむき出しのまま地表に送り込むことにより闘争心を誘発され、かつて存在していた統一王国は滅び現在は以下の3つの国が存在する。物語前半の中心となる大陸で、この大陸以外は未開の地とされている。
アレクサンドリア王国
霧の大陸北東部に位置する王国。ブラネが治める女王の国であり、次期の王位継承者も女性である。主力軍隊は女性のみであり将軍も女性であることから、王国内での女性の地位の高さがうかがえる。加えて男性隊である「プルート隊」のうだつの上がらなさもあり、男性の地位はことごとく低い。ブラネの夫がアレクサンドリア王であったとの記述と、ブラネが16歳で結婚し女王に即位したとの記述があり、王位の継承形態についてははっきりしない点もある。
アレクサンドリア軍式の敬礼は『FFXI』に登場するサンドリア王国の敬礼にも使われている。
リンドブルム公国
霧の大陸南西部に位置する公国。大公シド9世が治める。3国の中でもっとも機械文明が発達している。大陸に立ちこめた霧を利用した動力機関を発明し、アレクサンドリアとブルメシアの戦乱に介入、これを鎮めた。国民の祖先は狩猟民族であり、街のイベント「狩猟祭」は当時の名残である。建国の祖は冒険王の異名を取った。
ブルメシア王国
霧の大陸北西部に位置するネズミ族の王国。首都ブルメシアは「青の王都」の異名を持つ。ギザマルークと呼ばれる怪物を称えているが、民にとってどのような存在であるかは特に語られていない。
かつて別れた国民が移り住んだ土地が、砂の竜巻で覆われた街「クレイラ」であるが、Disk2前半で召喚獣オーディンにより消滅する。
この他にもいくつかの村や町が存在している。
ダリ
山の中腹にある穏やかな村。かつては農地として栄えていたが、ブラネの命令により密かに村の地下施設で黒魔道師の生産を行っている。村の裏手には物見山がある。
トレノ
一年中が夜の街。「眠らない街」の異名がある。貧富の差があるためか治安はあまり良くないが、多くの富豪が生活している。オークション会場やカードゲームスタジアムといった娯楽施設があり、街は賑わっている。
トレノの街から少し離れた森を抜けた場所にクワン洞という洞窟がある。
ク族の沼
ク族の末裔が生活している沼。外側の大陸に通じる地下道がある。霧の大陸を含めて、ガイアには全部で4か所のク族の沼が存在する。
チョコボの森
モーグリの「メネ」とチョコボの「チョコ」が暮らしている森。「ここほれ!チョコボ」の拠点となる。

#### 外側の大陸
霧の大陸の北に位置する大陸。イーファの根はこの大陸の西に出ている。その他、以下に挙げる集落などが存在する。
コンデヤ・パタ
ドワーフたちが住む村。食物が美味なことで知られ、村には少し変わった風習がある。Disc4では行けなくなっている。
黒魔道士の村
ひょんなことから心を持った黒魔道士たちが隠れ住む村。枯れた森の奥に存在する。後にテラから避難したミコトらジェノムを受け入れ共存することになる。
マダイン・サリ
かつて召喚士たちが住んでいた村。召喚獣の力を危惧したガーランドに滅ぼされたが、現在もその末裔であるエーコが仲間のモーグリたちとともに、ひっそりと暮らしている。ガーネットの故郷でもある。
デザートエンプレス
本来テラに存在する施設。流砂の中に存在している。クジャがアジトとして用いていた。
モグネット本部
外側の大陸の北に浮かぶ島に存在する。手紙配達の拠点。

#### 忘れ去られた大陸
霧の大陸から見て西にある大陸。その大半が荒涼とした大地である。以下に挙げるテラの施設があるほか、南西の小島には大図書館「ダゲレオ」が存在する。
ウイユヴェール
忘れ去られた大陸南部にある遺跡。内部では一切の魔法が使用できない。また自分の姿をコピーした敵を生み出すモンスターも存在するため、クジャ自身では手が出せない状況だった。グルグストーンと呼ばれるテラのアイテムが保管されている。Disc4では行けなくなっている。
イプセンの古城
忘れ去られた大陸北西部にある、上下逆さまにしたような形の奇妙な古城。伝説の冒険家・イプセンが訪れたことから名がついた。
テラへ行くために必要な4枚の鏡がある。内部は特殊なモンスターで満たされており、威力の弱い武器のほうがダメージを与えられる。
ダゲレオ
セイクロブレス島にある、隠者の書庫と呼ばれる巨大な図書館。
チョコボの入り江
霧の大陸のチョコボの森と同様、「ここほれ!チョコボ」を行える場所。

#### 閉ざされた大陸
霧の大陸から見て北西にある、雪に覆われた大陸。中央よりやや南に位置する「エスト・ガザ」の地下にはテラの施設「グルグ火山」があるほか、エスト・ガザの南にはガイアとテラを結ぶ扉である輝く島が存在する。
エスト・ガザ
山の麓にある神殿。輝く島にあると言われる「魂の道」を崇めている。Disk4では行けなくなっている。
グルグ火山
エスト・ガザの裏手から繋がっている火山。普段は入口の扉は閉ざされている。内部には召喚獣を摘出する装置があり、クジャはここでエーコから召喚獣を奪うため入口の封印を解くグルグストーンを求めていた。
輝く島
テラとガイアを結ぶゲートとなる小さな孤島。ジタンたちが封印を解いたことで機能を復活させ一行をテラへと導いた。
テラから帰還した後に輝く島跡地をチョコボで掘ると、ジタンの最強武器が手に入る。

#### その他の場所
チョコボの桃源郷
ワールドマップの端にあるファオリバス島に存在する。
チョコボの空中庭園
ガイアの各地に点在する、空に浮かぶ庭園。その都度、空中を移動している。ここでも「ここほれ!チョコボ」が行える。

### 種族・生き物
『FFIX』の世界には人間の他に、様々な特徴を持つ多様な種族や生き物が登場する。この世界においては、どの種族も共通の言語を使い、またお互いに異種族だと区別することはまれで、多くの地でこれらの種族が見事なまでの共存を果たしていることによって、独自の暖かい世界観をかもし出している。
黒魔道士（Black Mage）
黒魔法の使い手。ダリの地下施設にて、クジャの力添えによって造られた魔道機関を利用して、霧を取り込んで製造されている。アレクサンドリア軍により人型の兵器として利用される。もともと自我は持たない存在だったが、自我を獲得した個体は外側の大陸にて独自の村落（黒魔道士の村）を形成した。ドワーフたちからは「クロマ族」と呼ばれており、交流も持っている。一定期間しか動けないようにリミッター（寿命）が設けられているが、死の概念がないため、死そのものを理解できていない。
なお、黒のワルツはこの黒魔道士を改良し高い戦闘力と自我を持たせた存在である。
- 主なキャラクター：ビビ、黒のワルツ

召喚士（Summoner）
召喚獣を呼ぶことのできる種族。生まれつき角があることを特徴とする。かつてはマダイン・サリに集落を形成していたが、召喚士の力を恐れたガーランドによって破壊されてしまう。角は除去されると再生しない。
- 主なキャラクター：ガーネット、エーコ

ネズミ族
ブルメシアとクレイラを中心に住む身軽な種族。ブルメシアの民とも呼ばれる。適応能力は高いらしく、ブルメシアとクレイラが壊滅した後は様々な場所に点在する。
- 主なキャラクター：フライヤ、フラットレイ、パック

ク族（Qu）
食の道を求める謎多き種族。ク族の沼を拠点に生活している。寿命が長く、性別の区別はない。舌が非常に長く、コック帽のようなものを被っているなど、不思議な容姿をしている。好き嫌いはないようだが、特にカエルが大好物。どんなものでも食べることができるが、味覚は持ち合わせており、美味しくなかったら「まずいアルね」と言う。
- 主なキャラクター：クイナ、クエール、クワン

ドワーフ（Dwarf）
コンデヤ・パタに住む種族。神道風の文化を持ち、個人名も和風。挨拶は「ラリホッ」（FFシリーズのドワーフに共通する挨拶）。いわゆる田舎口調で話す。黒魔道士たちを普通の生き物として認識しており、クロマ族と呼んでいる。聖地に行くには神前の儀を行って夫婦が婚姻を結ぶ必要があり、ここでジタンとガーネットは（形式上）夫婦となった。アクティブタイムイベントではビビとクイナも夫婦になっている。
ジェノム（Genome）
ガーランドがテラで作り出した、魂を持たない人造人間。中にはクジャのように自我を獲得するものもいる。黒魔道士とは対をなす存在だが、黒魔道士と違い、特に寿命（稼働可能年数）が設定されている訳ではないらしいが、クジャやガーランドのように寿命を意図的に設定された個体もいる。寿命が決められていない者は恐らくはガイアの人々と同じ位の寿命を持つ模様。ジェノムは生まれた時から肉体が成長しないが、例外としてジタンとミコトは成長の余地を残すため幼子から育ち自我も持っている。尻尾が生えているが元々黒豹の尻尾だったものを、見づらいので黄色に変更したらしい。大元となった種族は猫。
- 主なキャラクター：ジタン、クジャ、ミコト、ガーランド

モーグリ（Moogle）
全世界の広範囲に住む妖精。ジタンたちの旅の先々で現れ、様々なサポートをする。人間と同じ言葉を話すが、語尾に「〜クポ」とつく。モグネットとよばれる独自の文通ネットワークを展開しており、世界各地でセーブポイントとしての役割も果たしている。また、旅をしながら格安でアイテムを譲ってくれる者もいたり、召喚士が住んでいる村でエーコと共に暮らしている者などが確認されている。クポの実が好物。例外としてエーコと共にいる「モグ」はかつての召喚士たちが具現化させた召喚獣であるためモーグリではない。
- 主なキャラクター：スティルツキン、アルテミシオン、メネ

チョコボ（Chocobo）
大型の鳥。「チョコ」というチョコボがジタンたちと共に、チョコボの楽園を目指す使命のもとに旅をする。モーグリと違い言葉は話せないが、チョコボ同士では会話ができる。成長により、色や能力が変わっていく。ギサールの野菜が好物。チョコが最終段階まで成長すると、チョコボの空中庭園で最強の隠しボスと戦うことが可能になる。
- 主なキャラクター：チョコ、デブチョコボ

ブリ虫
頭がドクロになっている虫。見た目がグロテスクなだけでなく、野菜を食い荒らすなどの害があるため、人間からは嫌悪されている。

## カードゲーム
当時のマジック・ザ・ギャザリングを初めとするカードブームの流れに乗り、前作同様に今回もNPCとのフリー対戦カードゲームができる。しかしルールが『FFVIII』から変更されており、アイテムへの精製も廃止されているため純粋なコレクターアイテム（一部イベントに関わる）になっている。

### クアッドミスト
カードを5枚以上所持した状態で、街やダンジョンにいるカード好きのNPCに「□ボタン」を押すことで対戦を申し込むことができる。勝者は敗者から裏返したカードを一枚奪える。ただしゲーム終了時に敗者がカードを全部裏返されていた場合は、勝者は敗者の使用した5枚のカードを全て奪うことができる。引き分けの場合はその時点で所有者が入れ替わっていてもカードを入れ替えることはなく、始めの状態に戻る。
ルール
- 交互にカードを出し合い、オセロのように相手のカードを裏返して、お互いに5枚出し終えた後、占有したカードの枚数が多い方が勝ちとなる。
- カードの8箇所に矢印の有無が設定されており、矢印が向いている方向に敵が占有しているカードが隣り合い、相手側に矢印がない場合はそのまま裏返して占有できるが、矢印同士が向かい合っている場合はカードの数字を競い合うバトルが発生する。
- カードには「1A23」のような3つの数字と1つの文字が設定されている、ただし数字は16進数の0〜Fまで存在する。前述と同種のカードで「1AAB」のようなカードも存在する。いずれも1、3、4桁目は数字であり、2桁目は英語である。この読み方は以下の通り。
  - 1番目が攻撃力、3番目がP属性防御力、4番目はM属性防御力。なお表示されているのは各能力を16進数で表記した際の上位の桁のみ（例えば1と表記されていても実際には16〜31のいずれかである）。
  - 2文字目は攻撃属性で、以下の4つがある。
    - P - バトル時の相手の防御力はP属性防御力になる。
    - M - バトル時の相手の防御力はM属性防御力になる。
    - X - バトル時の相手の防御力はP属性防御力とM属性防御力の内低い方になる。
    - A - バトル時の相手の防御力はP属性防御力/M属性防御力/攻撃力の内一番低い物が適用され、自分の攻撃力はこの3つの内一番高い物が適用される。

- 攻撃側の数字と属性が、敵の属性防御を上回れば勝ちとなるが、乱数でバトル中にお互いの数字が変化してしまう補正があるため確実な予想はできない。バトルで勝つとコンボが発生し、負けた側のカードに他方向を向く矢印がある場合は、その矢印が指す敵の占有カードも裏返すことができる。このコンボシステムの存在を利用し、矢印が多い弱カードをわざと敵に占有させ、最後にまとめてコンボで奪い返す公式テクニックが存在するせいで後攻側が圧倒的に有利になる。
- ほぼ全てのカードは最後まで自由に集められるが、「ネミングウェイ」のカードは入手できる機会が極めて少ない。またカードのコレクターポイントは矢印の種類と攻撃属性も判定に入るため、ただカードを全種類の絵柄を集めただけではコンプリートにはならない。
- 自分が勝利したらカードの能力値の成長が行われる。攻撃属性はバトルの勝利時にPorM→X→Aと成長する可能性がある。Xを飛ばしてAにはならない。

## ステラツィオ
- 世界のどこかに眠っている13枚のコイン。その一つ一つに「ステラツィオものがたり」の一部が記されており、全て揃えると物語が完成する。
- トレノに住むある貴族が集めており、渡すとアイテムがもらえる。12枚集めると一度全てのステラツィオが手元に戻され13枚目が出現し、13枚をまとめて渡すと「とんかち」が貰える。これを合成することによってブリキの鎧という強力なアイテムを作れるが、合成するととんかちは失われてしまう。アイテムを作らずに、とんかちを所持したままクリアすればエンディングで1シーンが追加される。
- ステラツィオには「星宮タウロス（おうし座）」など星座占いで使われている星座の名が使われており、これに「星宮オフィユカス（へびつかい座）」を加えて13枚で構成されている。
- 元ネタは『ファイナルファンタジータクティクス』のゾディアックストーン。オフィユカス以外のステラツィオは全てゾディアックストーンの名前として登場している（へびつかい座にあたるゾディアックストーンも『FFT』作中に登場している）。

### ステラツィオものがたり
12星座で唯一の女性と思われる「ヴァルゴ」をめぐって他の星座たちが奮起する。ステラツィオごとに名前を冠した星座の行動が記されている（「星宮オフィユカス」の隠し場所はこのステラツィオものがたりがヒントになっている）。
- 星座
  - アリエス（おひつじ座）
  - タウロス（おうし座）
  - ジェミニ（ふたご座）
  - キャンサー（かに座）
  - レオ（しし座）
  - ヴァルゴ（おとめ座）
  - リーブラ（てんびん座）
  - スコーピオ（さそり座）
  - サジタリウス（いて座）
  - カプリコーン（やぎ座）
  - アクエリアス（みずがめ座）
  - パイシーズ（うお座）
  - オフィユカス（へびつかい座、話内では登場しない）

## 備考・関連情報

### スクウェア・ミレニアム
2000年1月29日に行われたFF最新作のデモンストレーションをかねた企業説明会。FFIXに加えて『X』『XI』の計3作を同時発表するというサプライズパーティーであり、当時スクウェアの副社長であった坂口博信により以降のFFシリーズを全てオンラインゲーム化するという発表も行われた。以下は、同説明会で発表された主な内容である。
- 第1弾『ファイナルファンタジーIX』 - 公式サイトPlayOnline+独占攻略サイトオープン
- 第2弾『ファイナルファンタジーX』 - BBユニットでのネット連動
- 第3弾『ファイナルファンタジーXI』 - MMOオンラインゲーム化
- ポータルサーバー『PlayOnline』 - エイベックス音楽配信+デジキューブネット通販+集英社漫画配信

上記のような壮大な計画であったが難航し、結果的に『FFIX』は出版の商業機会を逃すことにもなりFFシリーズで初めて前作より販売本数が減少、さらに『FFX』もネット非対応、PlayOnlineもゲーム提供のみのサービスに落ち着くこととなった。一方、『FFXI』の商業的成功はスクウェアのネット事業を推進する上で大きな成果を上げている。

### 『FFIX』を巡る情報規制
本作は前述の通り、雑誌や書籍においてゲーム攻略などの情報公開が長年禁止されていた。
これはプレイヤー同士が情報交換をして遊んでほしいという坂口博信の意向で、一部の難度の高いダンジョンのみ例外的に掲載されたが、雑誌での連載だけでなくムック書籍の販売も例外ではなかった。
本作から続いたスクウェア・ミレニアム3部作は『FFXI』の発売をもって終了し、2002年にすべての情報規制が解禁され、本作の攻略本などが無事書籍化を迎えることとなった。

### 企業コラボレーション
コカコーラのCMにFFIXのキャラクターが登場。主にアレクサンドリアの街を舞台にジタンたちがコカコーラを追いかけ、最後には盛大なパレードができるといった内容。ゲームCD-ROM用に解像度が落ちている製品版よりも映像が美しく、高いクオリティに達している。タイアップ商品のコカコーラ500mlペットボトルには塗装済みFFフィギュアがオマケとして梱包されており、当初は応募者限定であったが、後に以下の商品が数量限定で発売された。
- 第1弾FFVII / FFVIII デフォルメタイプ・クリスタルタイプ
- 第2弾FFVII / FFVIII / FFIX リアルタイプ・クリスタルタイプ
- 第3弾FFX リアルタイプ・デフォルメタイプ・クリスタルタイプ

このコラボレーション企画を契機に、スクウェアのソフトにおけるタイアップや企業コラボレーションが増加することとなった。なお、後の作品である『FFXII』のコラボレーション企業はサントリーになっている。

## スタッフ
- ホノルルスタジオチーム（現在解散）
  - 坂口博信 コンシーブ&プロデュース（原案・プロット・プロデューサー、現・ミストウォーカー代表）
  - 橋本真司 プロデューサー
  - 伊藤裕之 ディレクター・ゲームデザイン・テトラマスター原案
  - 川井博司 メインプログラマー（現・マイクロソフト所属）
  - 天野喜孝 イメージイラストレーション・キャラクター原案・タイトルロゴデザイン
  - 村瀬修功 メインキャラクターデザイン（現・フリー）
  - 長澤真 サブキャラクターデザイン
  - 板鼻利幸 サブキャラクターデザイン・カードイラストレーション
  - 青木和彦 イベントデザイン・シナリオ
  - 河本信昭 イベントプランナー
  - 神谷智洋 GAME SOUND EFFECTS EDITORS
  - 植松伸夫 コンポーザー（現・SMILEPLEASE所属）
  - 皆葉英夫 アートディレクター（現・デザイネイション代表）
  - christian lorenz scheurer コンセプトアート（代表作：フィフスエレメント、タイタニック 現・ミストウォーカー所属）
- スタジオベントスタッフ 取扱説明書編集

## 音楽
本作ではゲーム中では内蔵音源、ムービーでは生録音のオーケストラと使い分けている。『FFVII』と『FFVIII』でディスクアクセス対策としてとられた「特段の事情がない限り、ひとつの共通音源を使いまわす」形から「曲ごとに音色データを持たせる」形に仕様変更された。このため、音質が前2作と比べて向上している。たとえば、クジャのイベント用音楽「背徳の旋律」とトランスクジャ戦の「破滅への使者」のイントロはまったく同じであるがパイプオルガンの音色が若干異なっており、後者のほうが重厚になっている。
また音楽の曲数がFFシリーズ中最多の140曲で、本作のオリジナルサウンドトラック4枚組にはその全ての曲が入りきらず、このサウンドトラックからは主にCGムービーシーンで流れる曲がカットされたが、後に発売された「オリジナルサウンドトラックプラス」に入りきらなかったCGムービーシーンの曲が収められた。全曲を作曲した植松伸夫の当時の公式サイト日記（現在は消滅）には、「全曲作曲するのは今回で最後」と決意したともとれる記述をしており、開発終盤にかけて壮絶な精神状態になっていたことをうかがわせる記述が見られた。2004年の退社後も全曲作曲自体は続けているが、本作の後、植松がFFナンバリングの全曲作曲を手がけるのは10年後の『FFXIV』であった。しかし発注漏れや新生版への移行で祖堅正慶の曲がかなりの割合で加わったため全曲作曲ということではなくなってしまい、本作が「植松が全曲作曲した最後のFFナンバリング」になっている。

### 主題歌
- 「Melodies of Life」
  - 作曲 - 植松伸夫 / 日本語作詞 - シオミ（伊藤裕之） / 英語作詞 - 染谷和美&アレクサンダー・O.スミス / 編曲 - 浜口史郎
  - 白鳥英美子

## 関連商品

### 書籍
FINAL FANTASY IX ULTIMANIA（ISBN 4-88787-025-6、ISBN 4-7575-1244-9）
情報規制により公式サイトのみで公開されていた公式攻略サイトONLINE ULTIMANIAを書籍化したもの。
ファイナルファンタジーで遊んでみませんか?FINAL FANTASY IX：デジキューブ：絶版
『週刊ファイナルファンタジー』（全4週刊行予定）の企画を変更し発売されたムック書籍。
サブカル視点でゲーム文化やFFの歴史まで広義に紹介し、ゲーム初心者を対象にした記事が中心になっている。
FINAL FANTASY IX メモリアルアルバム：デジキューブ：絶版
情報規制解禁によりアルティマニア同様ゲーム発売から2年後に出版されたフィルムブック。
Vジャンプ緊急増刊ファイナルファンタジーIX設定資料集：集英社：絶版
情報規制によりゲーム内容には触れられず、設定イラストと天野喜孝と坂口博信の対談を収録した増刊雑誌。

### CD / Blu-ray DISC
Melodies Of Life featured in FINAL FANTASY IX（2000年8月2日発売、キングレコード：KICS-811）
主題歌シングル。「Melodies of Life」の日本語・英語・インストゥルメンタルの3バージョンと、カップリング曲として白鳥絵美子のオリジナル曲「Galwayの空」を収録。
ファイナルファンタジーIX オリジナル・サウンドトラック（2000年8月30日発売、デジキューブ：SSCX-10043、スクウェア・エニックスより2004年5月10日に再販：SQEX-10009）
上述の通りゲームで使用された楽曲からムービーシーンの楽曲を除いた楽曲や、「Melodies Of Life」のアカペラバージョン、コカ・コーラのタイアップCMで使用された楽曲など全110曲を4枚組CDに収録。初回盤はケースをエンボス加工し、メインキャラクター8人のシルエットが彫られたようなデザインとなっている。
ファイナルファンタジーIX オリジナル・サウンドトラック PLUS（2000年12月6日発売、デジキューブ：SSCX-10047、スクウェア・エニックスより2004年10月20日に再販：SQEX-10035）
サウンドトラック未収録のムービーシーンの楽曲を始め、ゲーム未使用曲や「Melodies Of Life」のリミックスバージョンなど全42曲を収録。
Piano Collections FINAL FANTASY IX（2001年1月24日発売、デジキューブ：SSCX-10048、スクウェア・エニックスより2004年7月22日に再販：SQEX-10027）
植松伸夫監修の元、全14曲をピアノアレンジしたアルバム。
FINAL FANTASY IX CHIPS（2012年9月1日発売、スクウェア・エニックス：SQEX-10340）
メドレーアレンジを含めた全10曲をチップチューンにアレンジして収録したアルバム。SQUARE ENIX e-STORE専売。
FINAL FANTASY IX ORIGINAL SOUNDTRACK REVIVAL DISC（2020年9月23日発売、スクウェア・エニックス：SQEX-20076）
発売20周年記念としてサウンドトラック収録の110曲を映像付きサントラとしてBlu-ray Disc Music形式で収録。あわせてサウンドトラックと同PLUS収録曲全152曲のMP3ダウンロード権も収録。

### その他
FINAL FANTASY IX エクストラソルジャー（FFシリーズ第3弾）：バンダイ：塗装済みアクションフィギュア
全4作（国内で発売されたのはNo1,No2のみ）：絶版
No1ジタン&ビビ No2ガーネット&スタイナー No3フライヤ&クイナ No4サラマンダー&エーコ
ファイナルファンタジークリーチャーズ：フルタ / スクウェア・エニックス：食玩フィギュア
ブラインド販売：クリア・メタル・フルカラー混入：在庫販売のみ
イフリート 黒のワルツ3号・1&2号 リッチ ベヒーモス デスゲイズ アレクサンダー 永遠の闇 トランスクジャ 神竜
ファイナルファンタジーマスタークリーチャーズ：スクウェア・エニックス：塗装済みアートフィギュア
リヴァイアサン
ファイナルファンタジー・トレーディングアーツ：スクウェア・エニックス：塗装済みフィギュア
FFIXシリーズのみジオラマ台座つきで合体可能：在庫販売のみ
ビビ ジタン+オリジナルブレード
プレイアーツ：スクウェア・エニックス：塗装済みアクションフィギュア
ジタン・ビビ・ガーネットの3体が発売
FFヒロインズ：バンダイ：塗装済みフィギュア
他ヒロインと統一感を出すためガーネットがアレンジされており、大人の女性のスタイルになっている。絶版。
ガーネット・ティル・アレクサンドロス
テトラマスターFrom FINALFANTASY IX：windows PS2：PlayOnline対応オンラインゲーム
2002年 - 2006年稼動。

## アニメ
2021年6月22日、Cyber Group Studiosによるアニメシリーズの制作が発表された。媒体は未定。